# Промышленность Дании

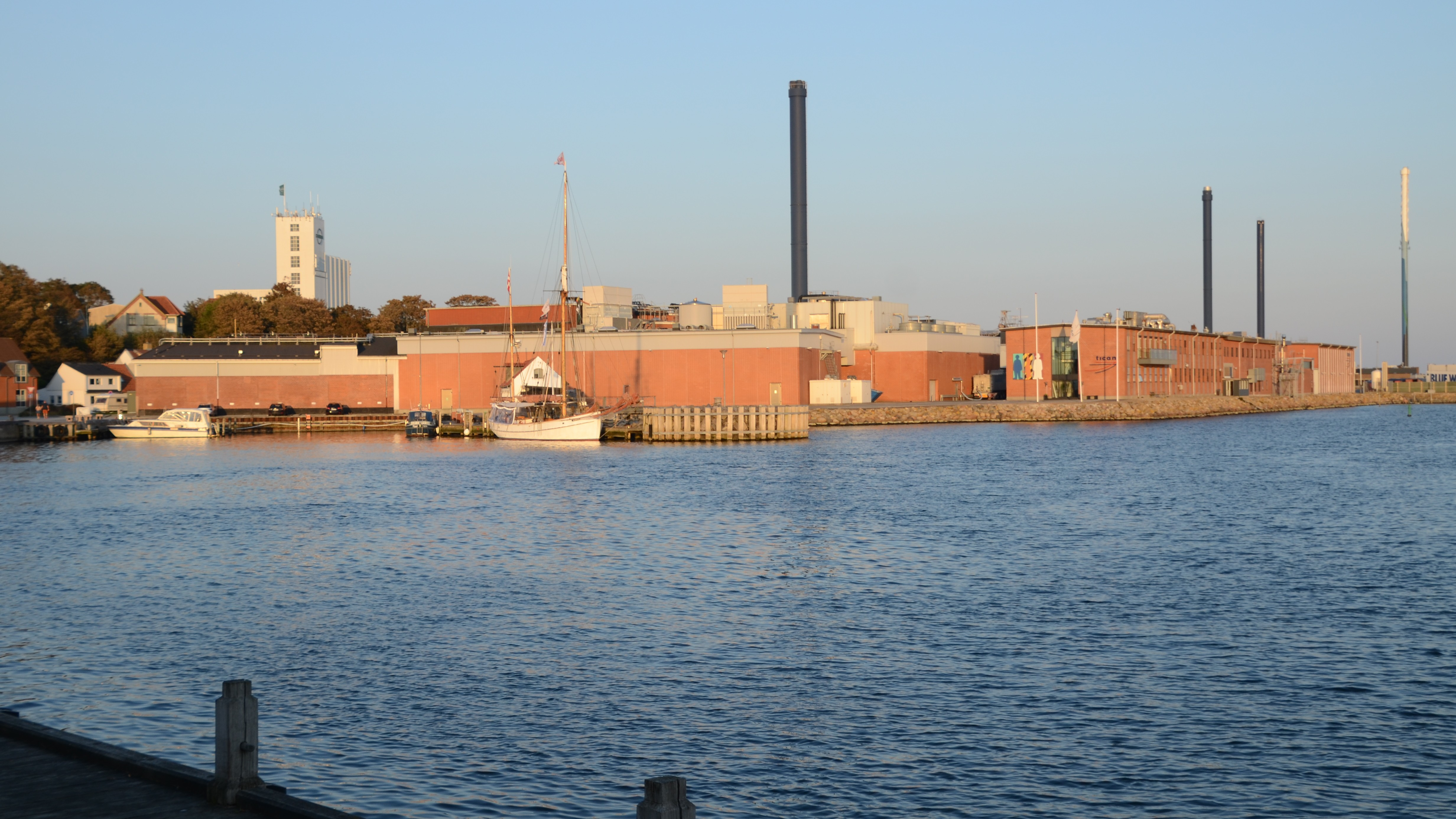
Мясокомбинат Tican в порту Тистеда

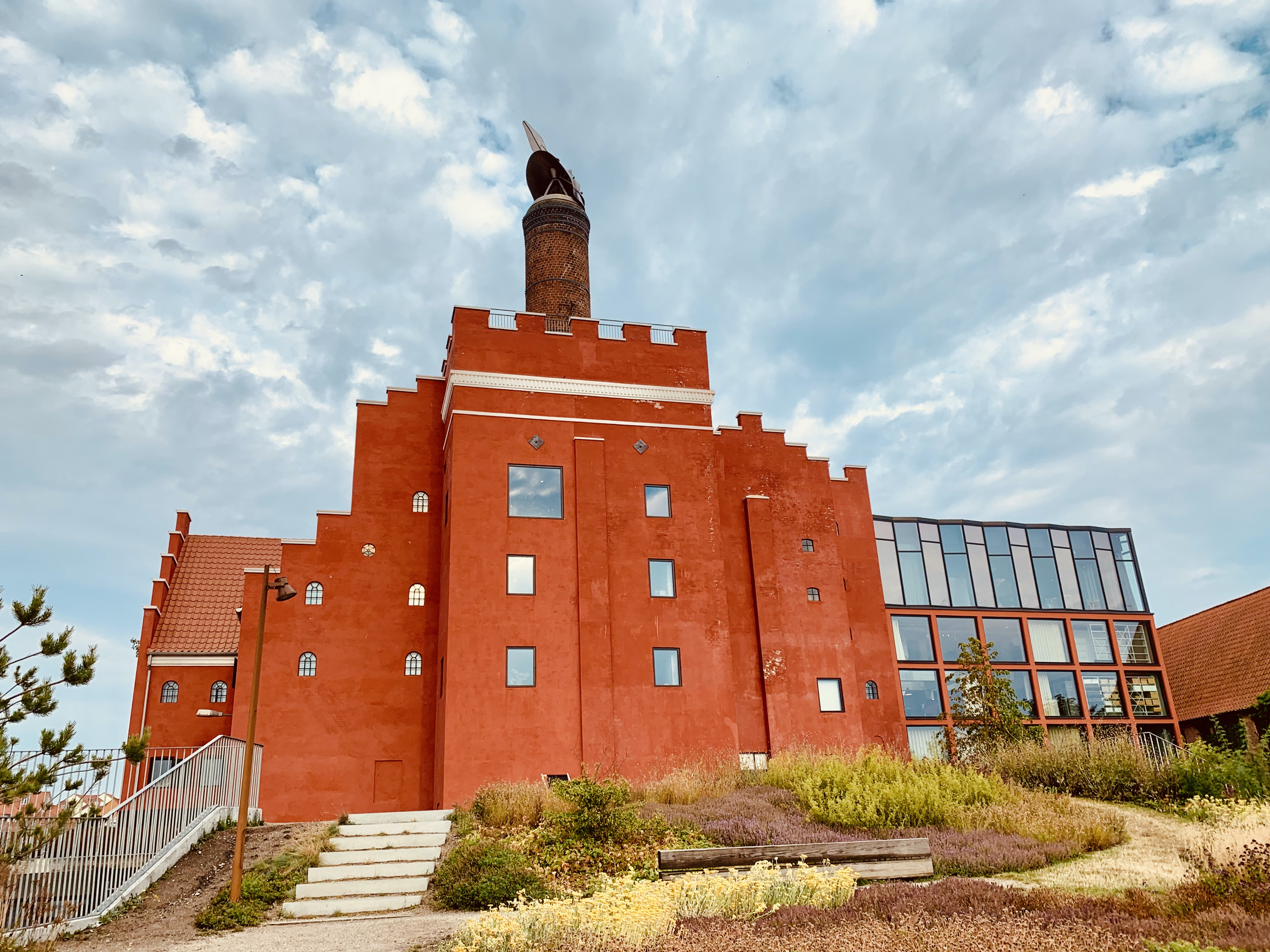
Солодовый завод S.B. Lundbergs

Промышленный сектор играет важную роль в экономике Дании: в 2023 году обрабатывающая и горнодобывающая промышленность суммарно составили 23,5 % ВВП страны. В Дании развиты производство лекарств, пищевых продуктов и напитков (особенно свинины, рыбы и пива), промышленного, энергетического и транспортного оборудования, металлов и металлоконструкций, игрушек, химической продукции, текстиля и одежды, электроники, электротехники, стройматериалов и мебели. В Дании преобладают средние и мелкие предприятия, хотя имеется и несколько общеевропейских гигантов, включая Novo Nordisk, Carlsberg Group, Vestas, Arla Foods, Danfoss и Lego Group.
Крупнейшим промышленным центром является столичный регион Ховедстаден (включая города Копенгаген, Хельсингёр, Хёрсхольм, Баллеруп, Таструп, Хиллерёд, Фредерикссунн, Лиллерёд, Фредериксверк, Конгенс-Люнгбю и Хуннестед), на который приходится около 40 % ВВП страны. Кроме того, значительными промышленными узлами являются Орхус, Оденсе, Ольборг, Эсбьерг, Раннерс и Хорсенс.  

## Общие сведения

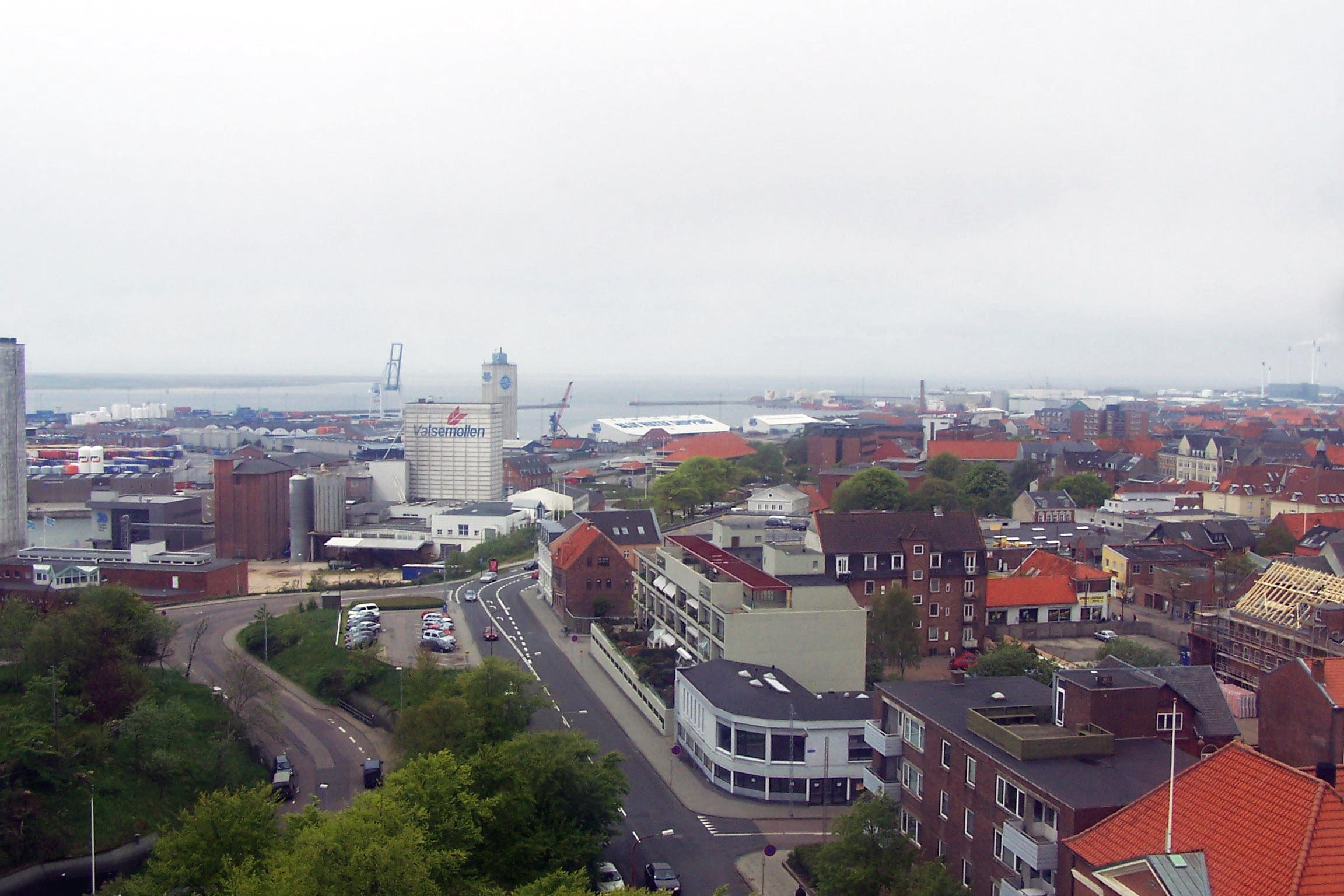
Промышленная зона Эсбьерга

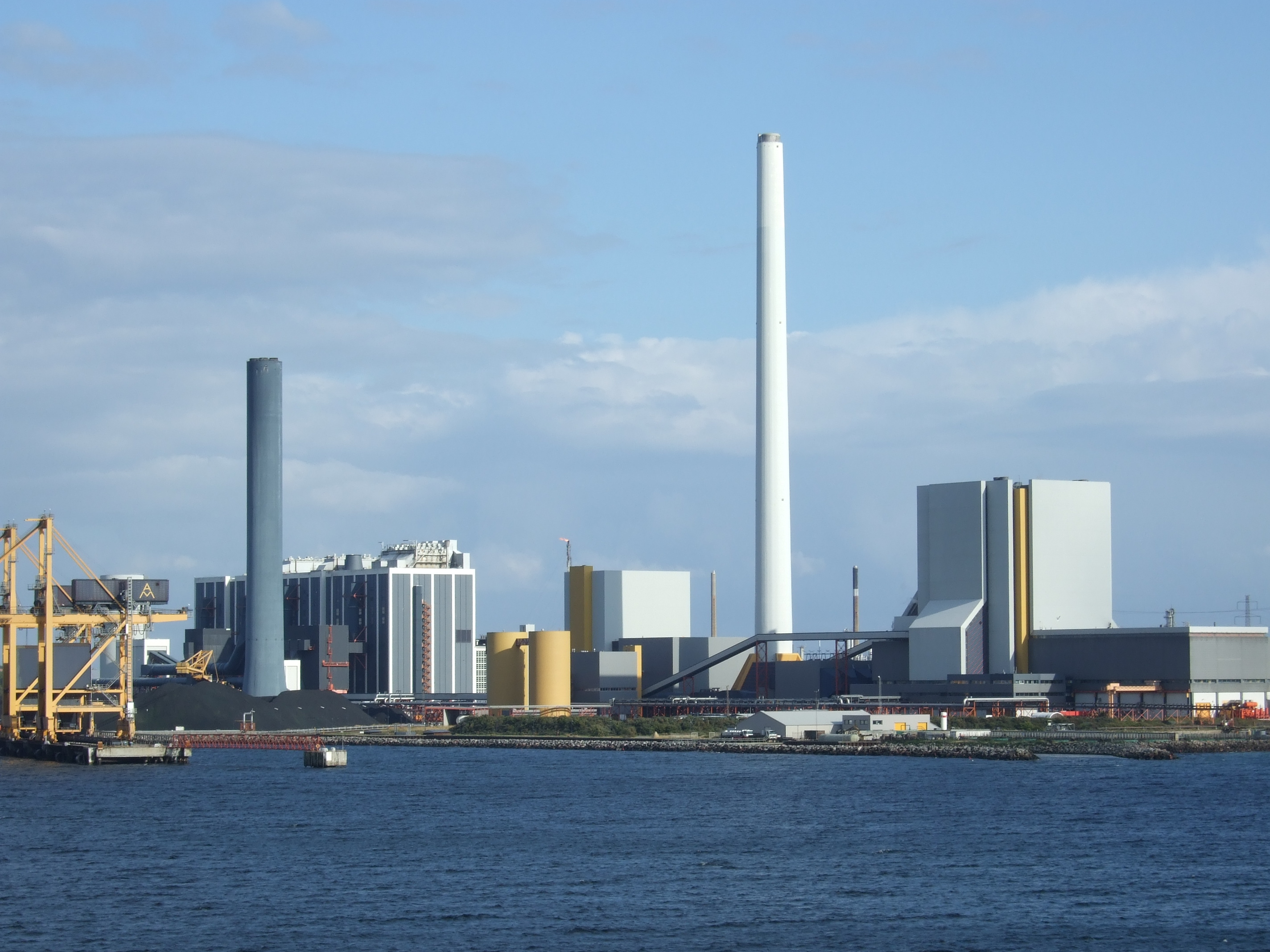
Промышленная зона Калуннборга

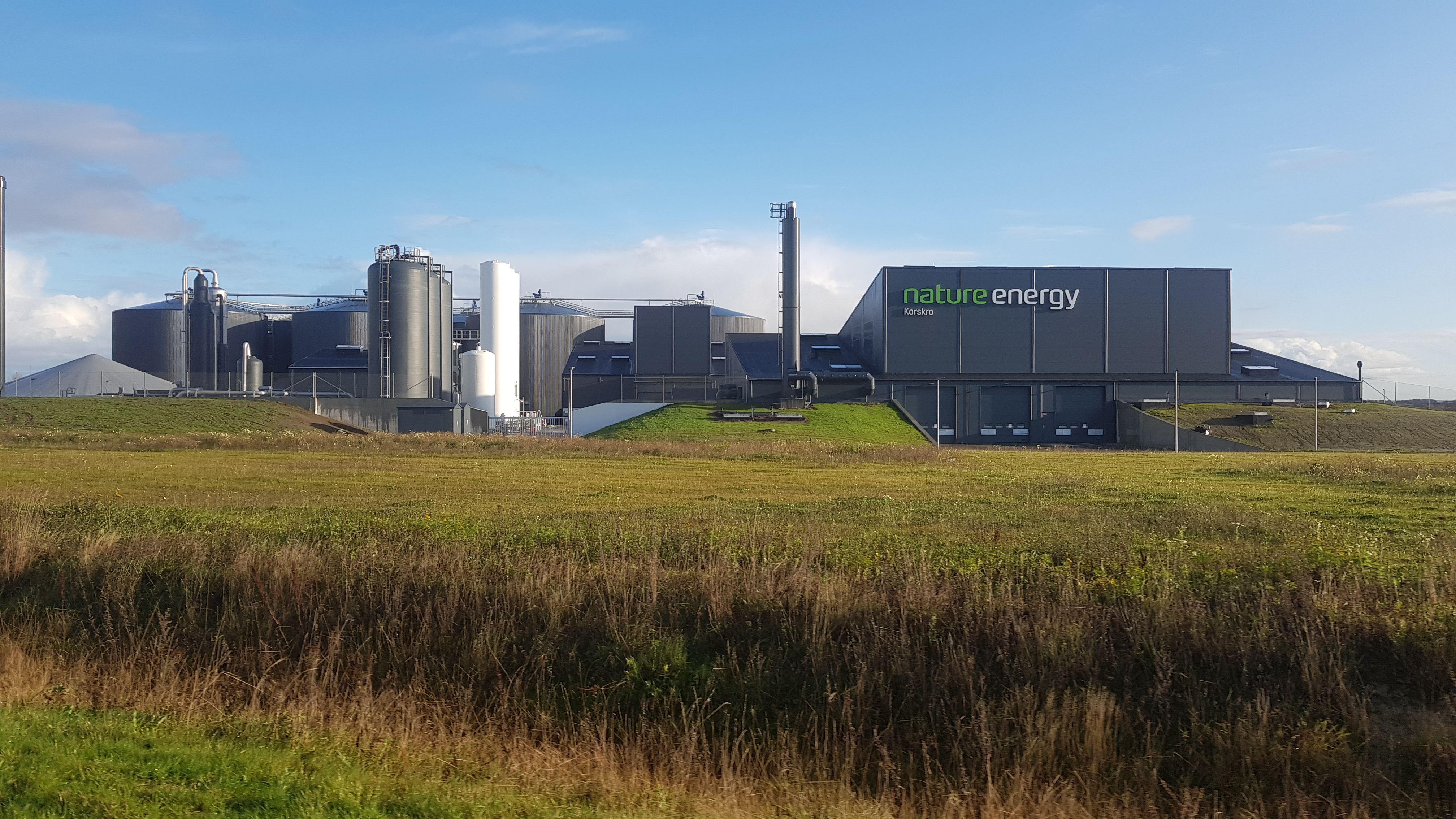
Завод биогаза компании Nature Energy

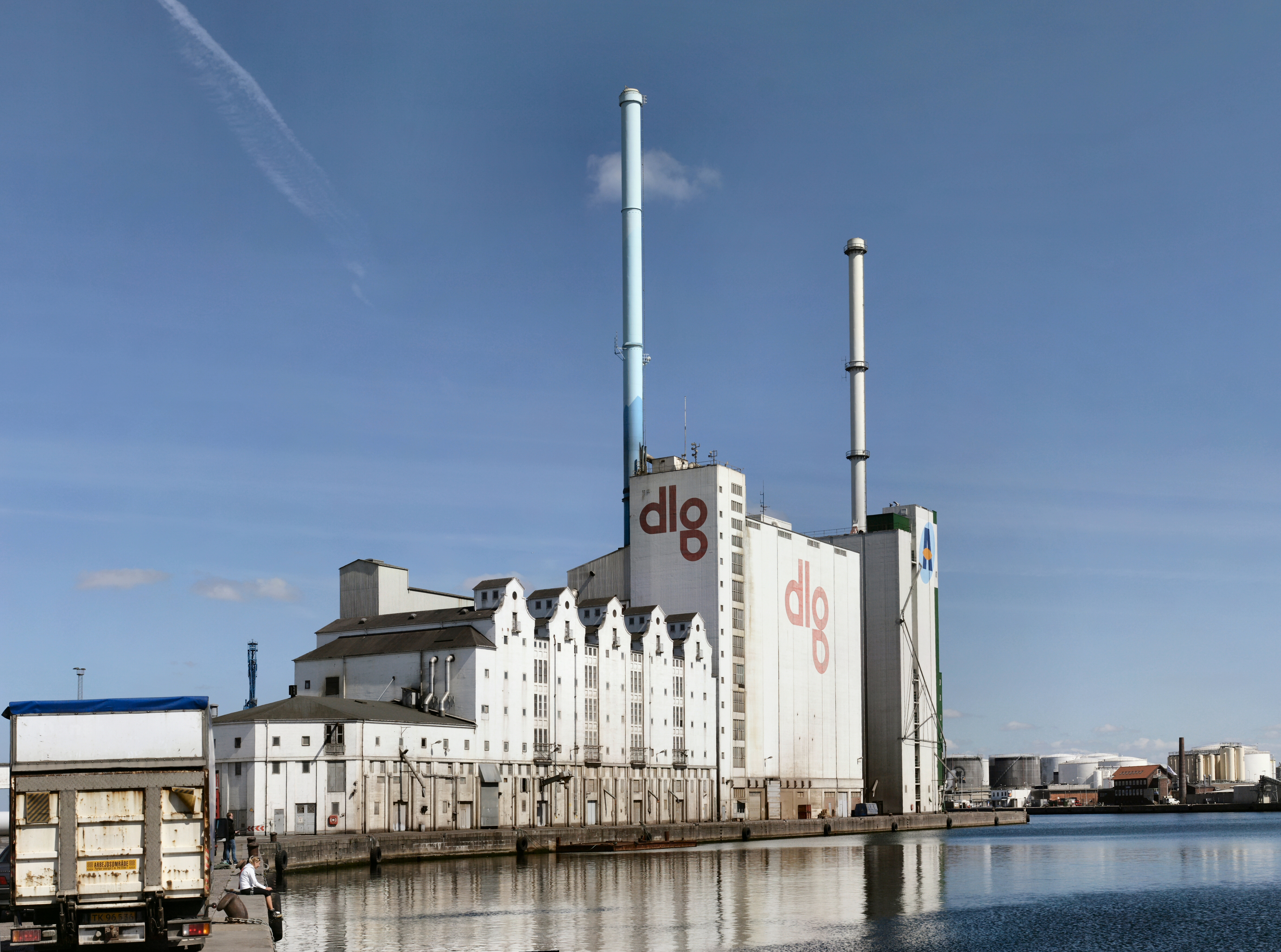
Фабрика DLG в порту Орхуса

Дания занимает в Европе лидирующие позиции в производстве и экспорте ветряных турбин, судовых двигателей, насосов, фармацевтических препаратов, медицинского оборудования, пива, молочных, мясных и рыбных продуктов, мебели и пластиковых конструкторов. Кроме того, в Дании развито производство аэрокосмического и пищевого оборудования, электроники и робототехники.
В 2023 году экспорт Дании составил 276,6 млрд долларов, крупнейшими партнёрами по экспорту датских товаров были Германия (13 %), США (10 %), Швеция (9 %), Нидерланды (7 %) и Китай (5 %). В том же 2023 году импорт Дании составил 243,4 млрд долларов, крупнейшими партнёрами по импорту были Германия (18 %), Швеция (11 %), Норвегия (10 %), Нидерланды (9 %) и Китай (7 %).
Крупные транснациональные корпорации Дании имеют промышленные предприятия в Европе, Северной Америке и Восточной Азии; существует тесная кооперация и значительный оборот комплектующих между головными предприятиями в Дании и зарубежными заводами.
Во второй половине XX века Данию охватила деиндустриализация, усилившаяся в 1990-х годах. В результате глобализации цепочек поставок, подорожания рабочей силы и более строгих экологических норм многие датские химические, металлургические, машиностроительные и текстильные компании стали переносить своё производство в Азию. Сокращение рабочих мест в сырьевом секторе и обрабатывающей промышленности привело к тому, что бывшие синие воротнички стали массово переходить в сферу услуг.

## Крупнейшие компании
По состоянию на 2024 год крупнейшими промышленными компаниями Дании по величине продаж были:
- Novo Nordisk (38,9 млрд евро)[2]
- Arla Foods (13,8 млрд евро)[3]
- Vestas Wind Systems (13,6 млрд евро)[4]
- Carlsberg (10 млрд евро)[5]
- Lego Group (9,9 млрд евро)[6]
- Danfoss (9,7 млрд евро)[7]
- DLG Group (8,1 млрд евро)[8]
- Danish Crown (6,3 млрд евро)[9]
- Bestseller (4,8 млрд евро)[10]
- Schouw & Co. (4,6 млрд евро)[11]
- Grundfos (4,5 млрд евро)[12]
- Pandora (4,2 млрд евро)[13]
- Rockwool (3,8 млрд евро)[14]
- Novozymes (3,8 млрд евро)[15]
- Coloplast (3,6 млрд евро)[16]
- NKT (3,2 млрд евро)[17]
- Demant (3 млрд евро)[18]

## Промышленное, энергетическое и транспортное оборудование

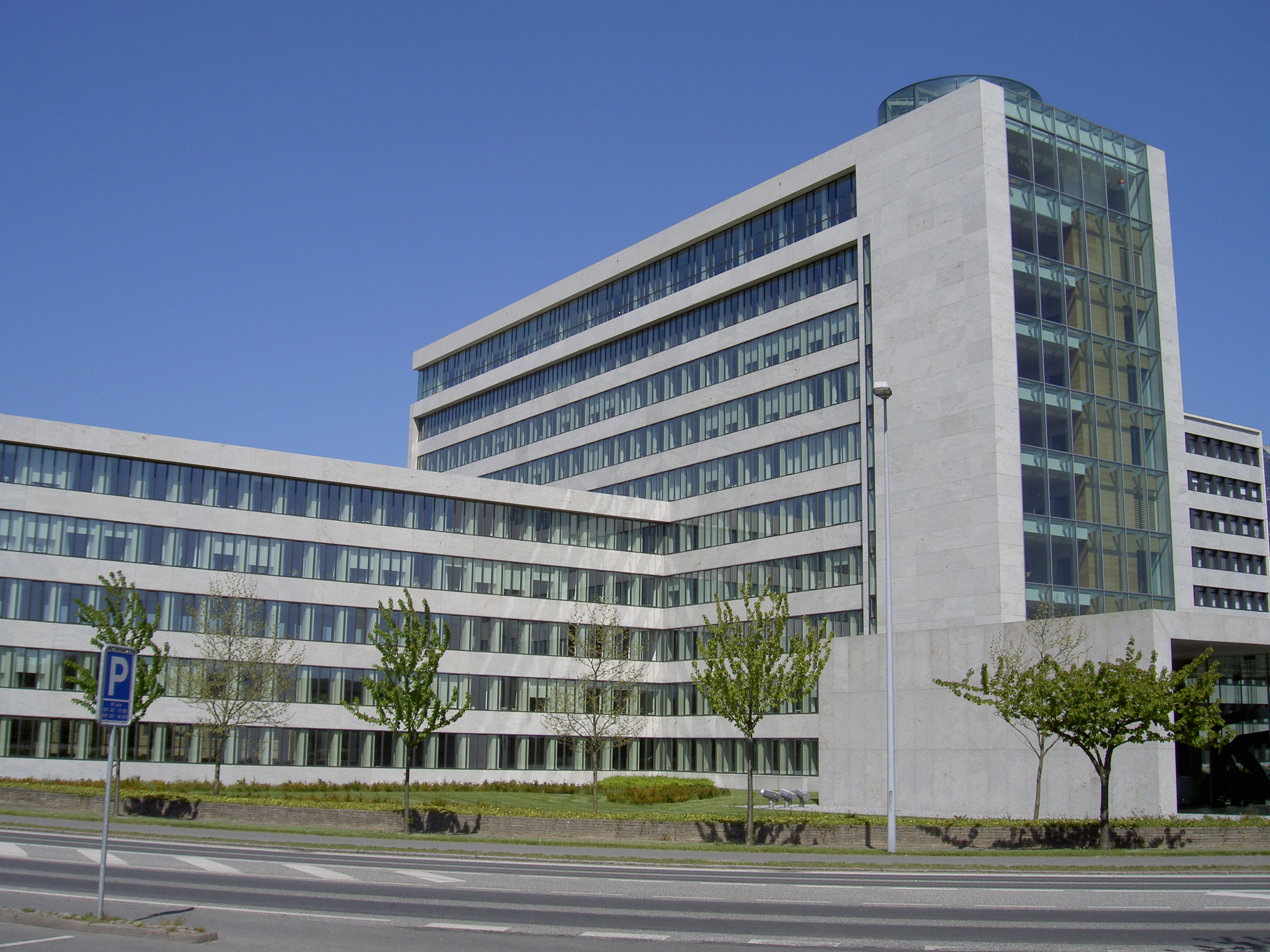
Штаб-квартира Danfoss в Норборге

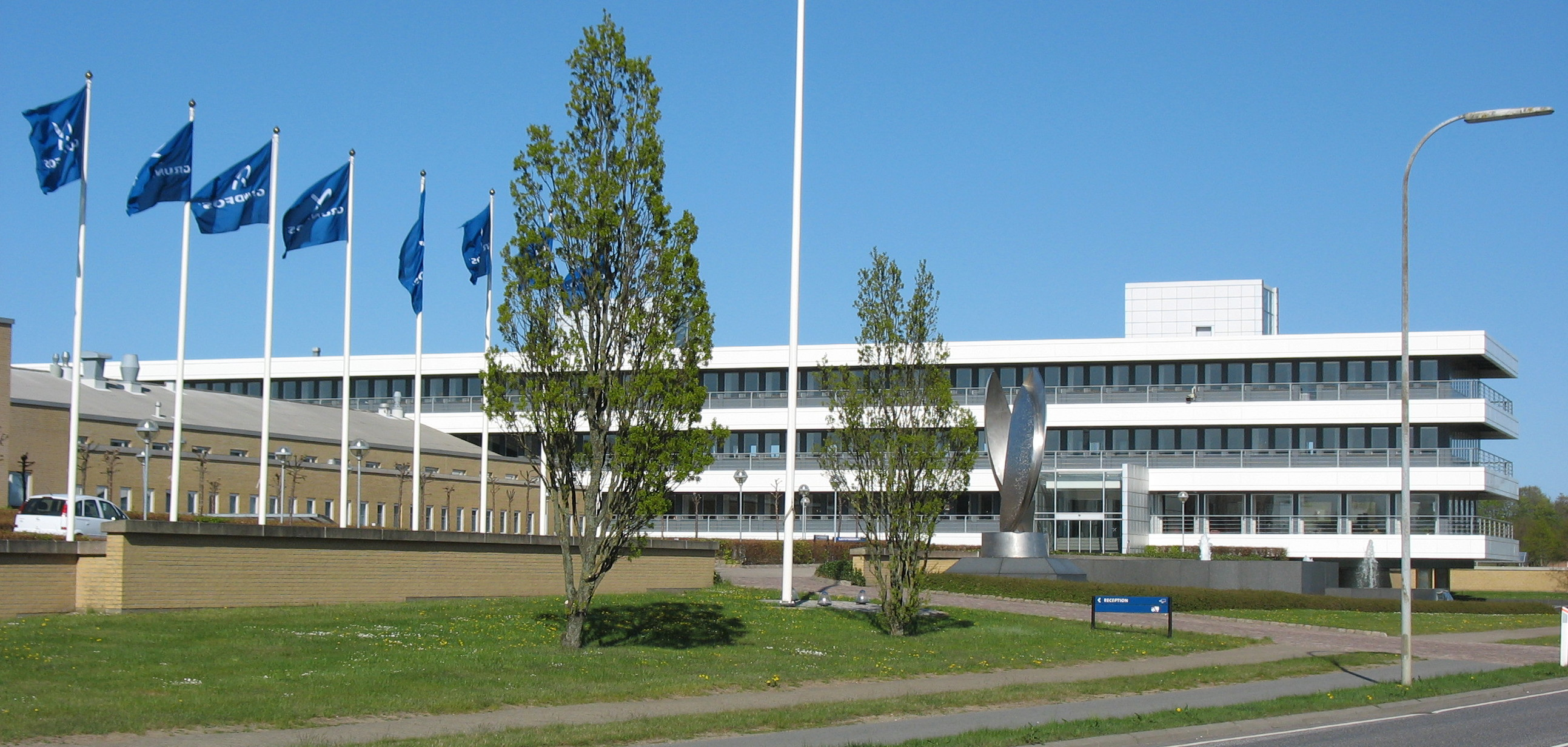
Штаб-квартира Grundfos в Виборге

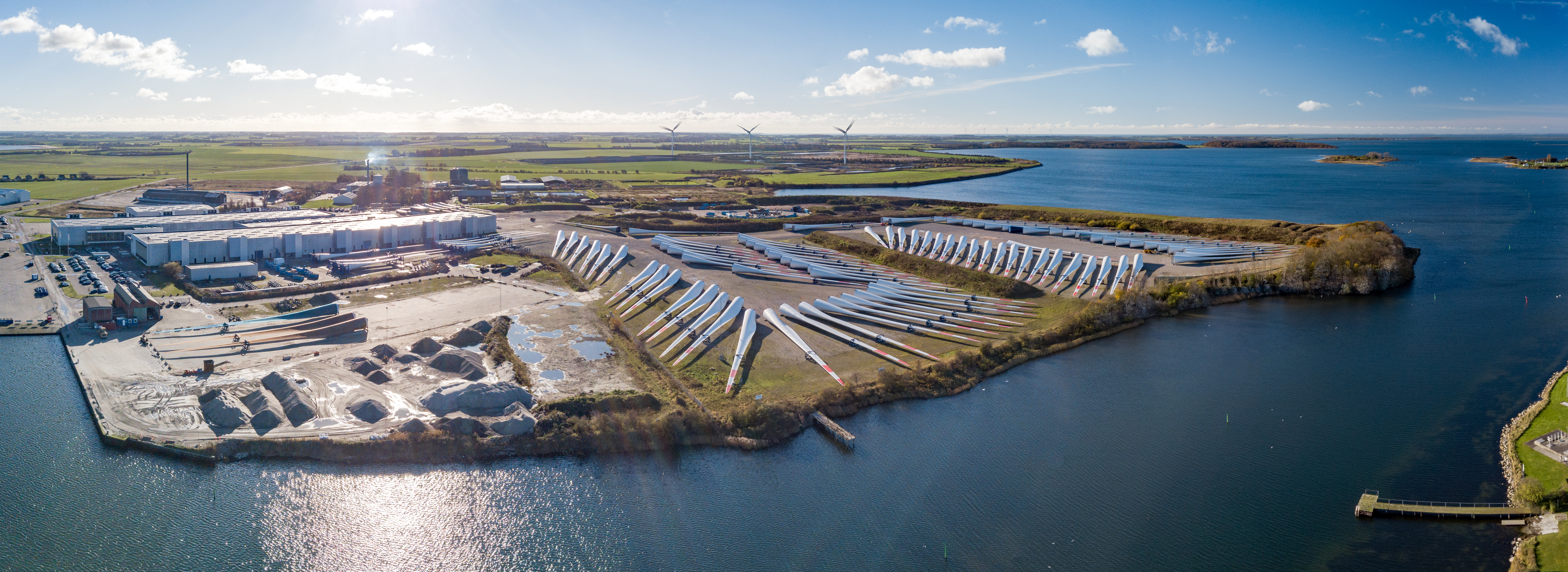
Завод лопастей Vestas в Накскове

Дания является крупным производителем промышленного, энергетического и транспортного оборудования, занимая лидирующие позиции в Европе по выпуску ветряных турбин и лопастей, судовых двигателей, гребных винтов, гидравлического и газового оборудования, особенно компрессоров, насосов, клапанов, задвижек и цилиндров. Также в стране производят отопительное, холодильное, пищевое, цементное, горнодобывающее, логистическое и морское оборудование, автомобильные комплектующие, электродвигатели, транспортёры, прессы, уборочную и моющую технику, пылесосы, промышленные системы управления (включая различные датчики, контроллеры и приводы), фитинги, шланги, гидранты и фильтры, морское спасательное оборудование, электровелосипеды. 
Крупнейшими компаниями отрасли являются:

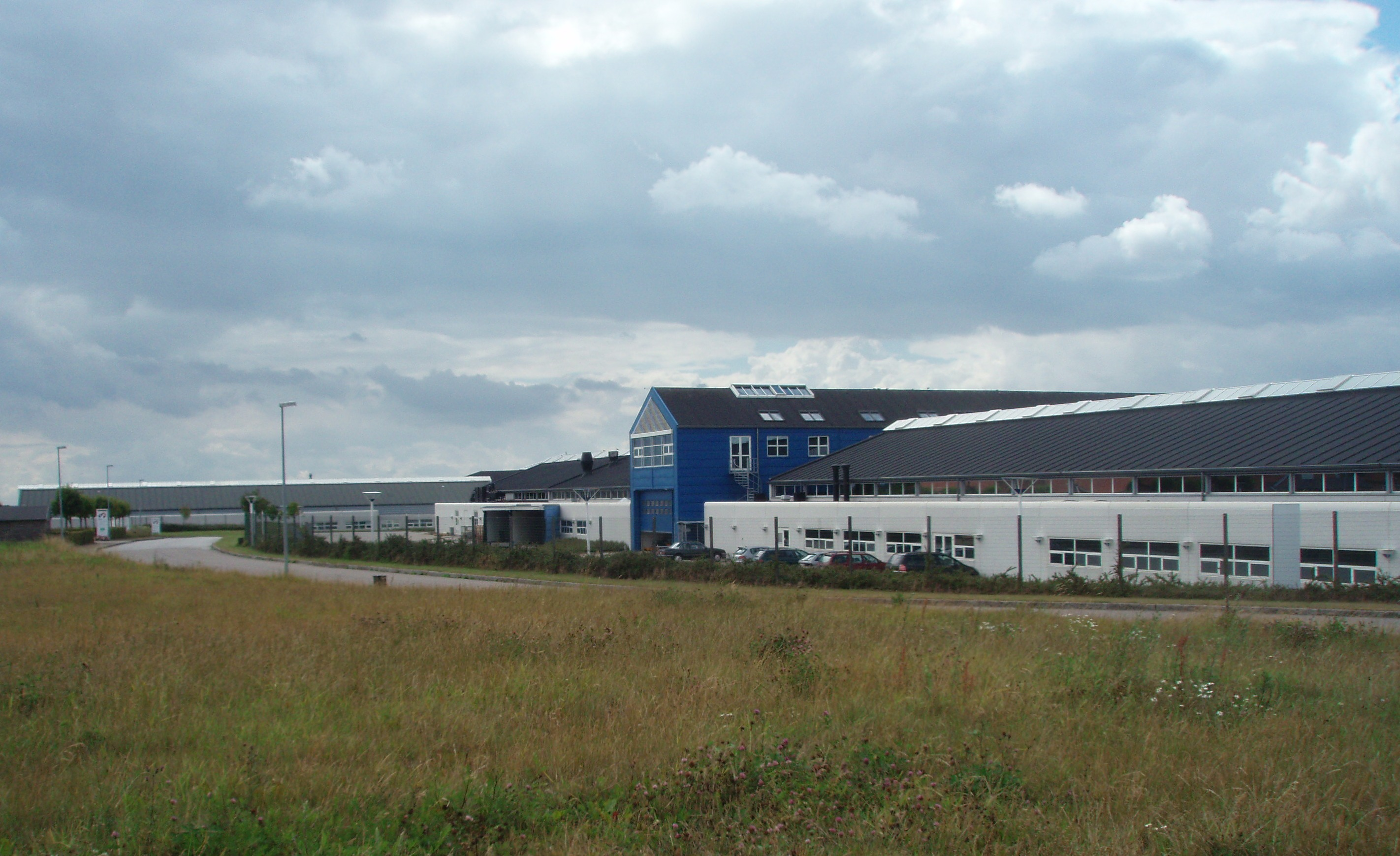
Завод Linak в Норборге

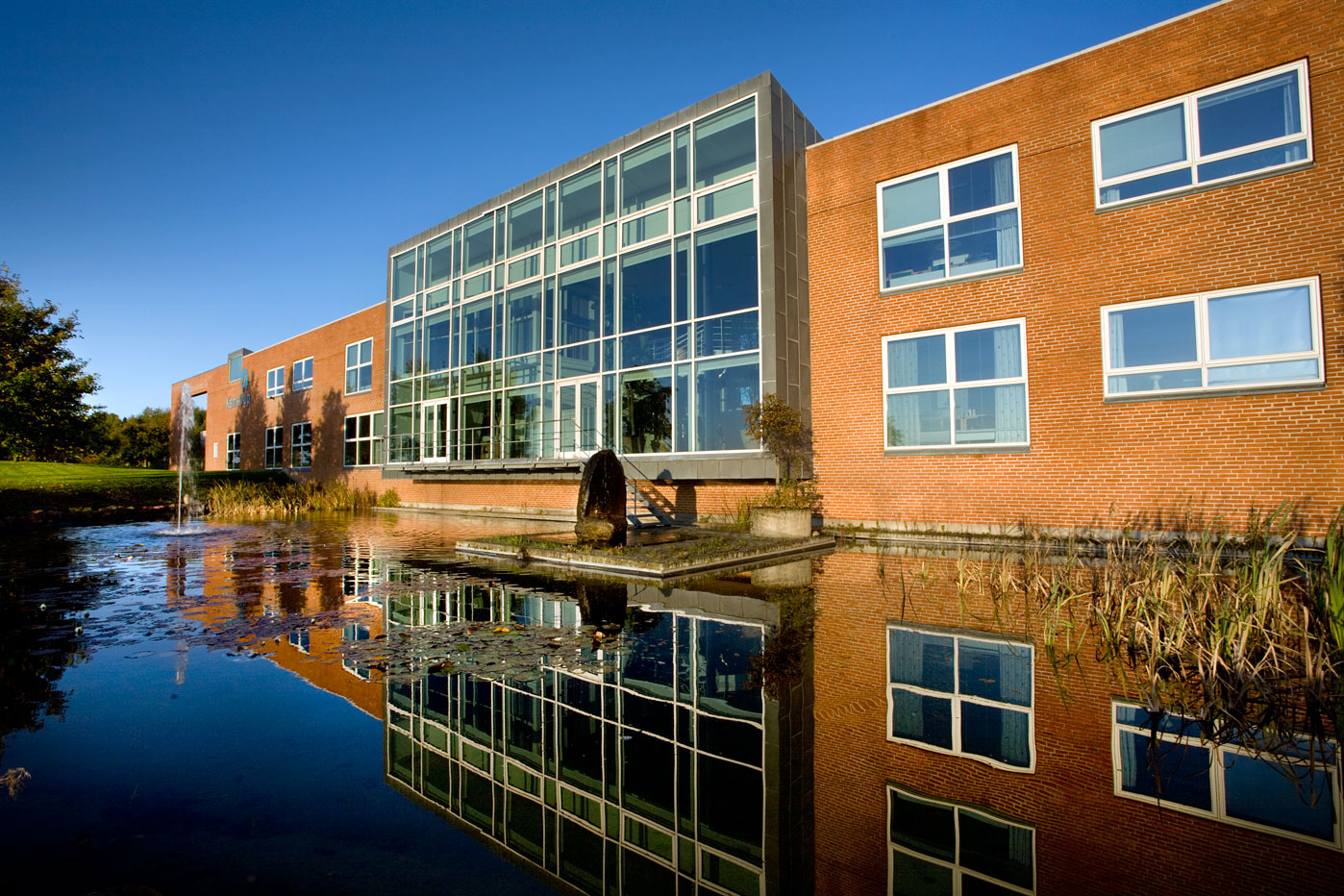
Штаб-квартира Kamstrup в Сканнерборге

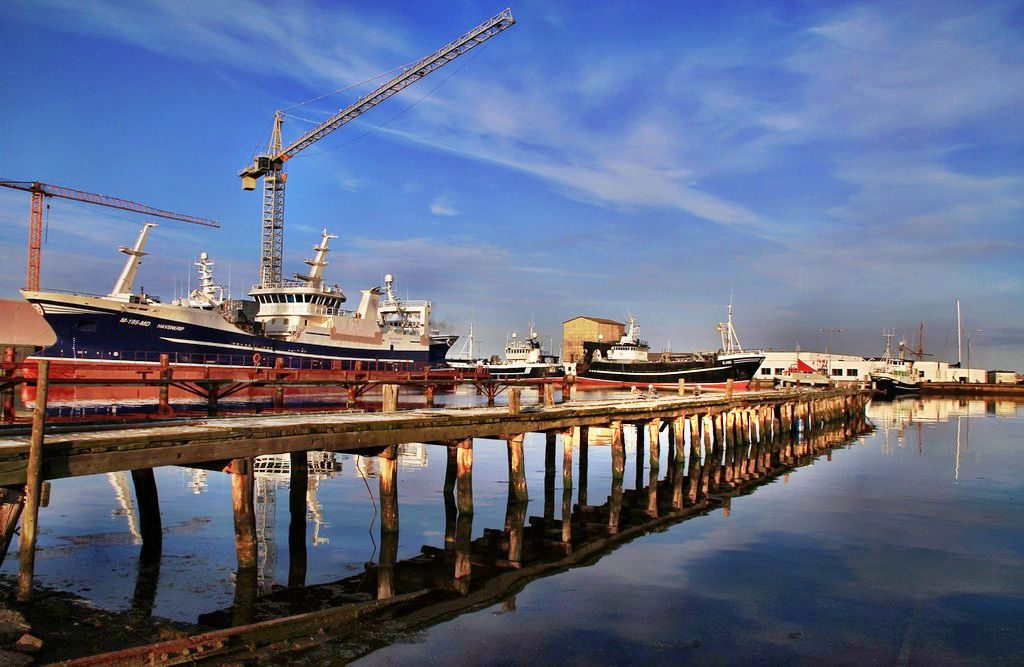
Верфь Karstensens Skibsværft в Скагене

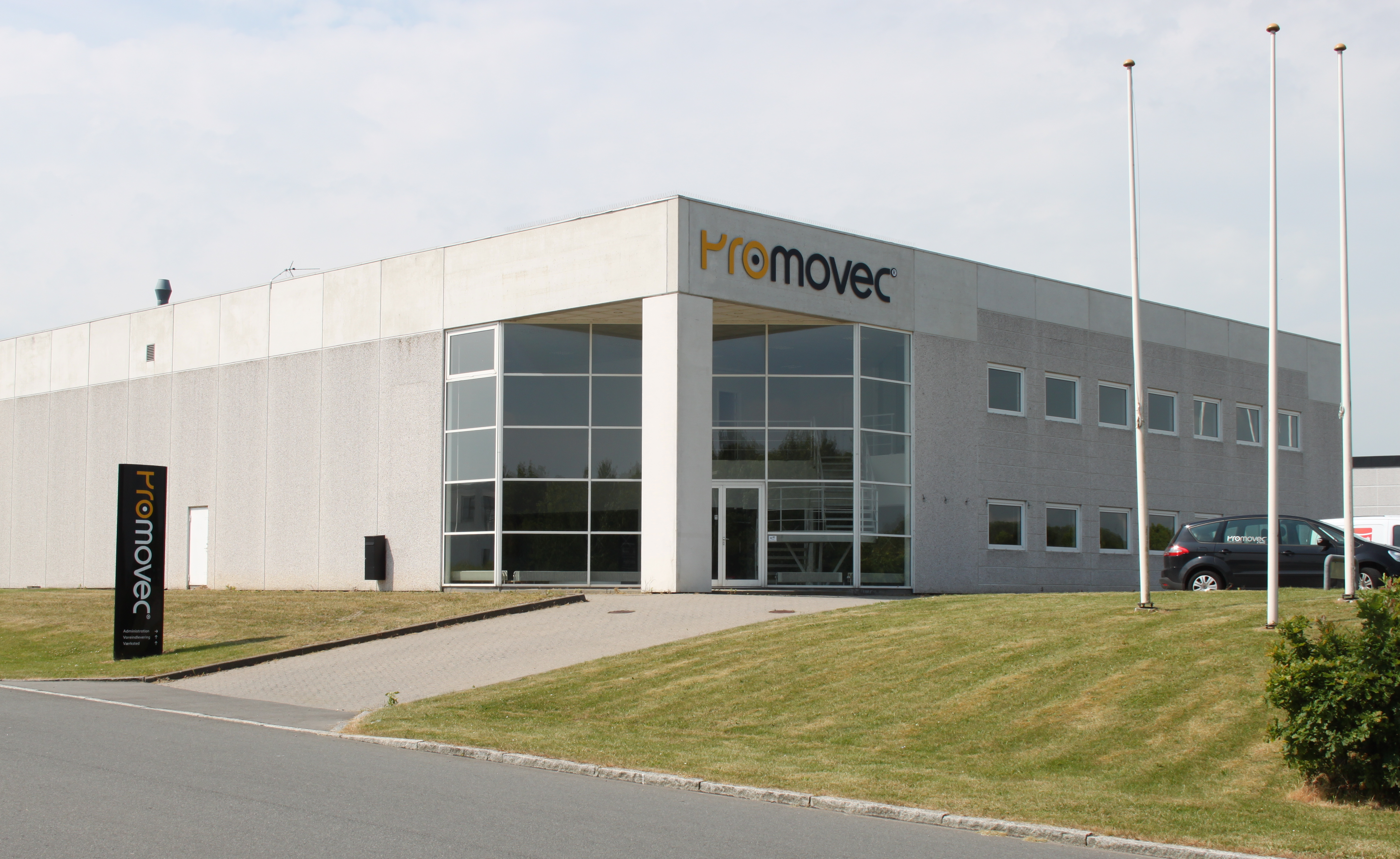
Штаб-квартира Promovec в Орхусе

- Vestas Wind Systems (Орхус) — ветряные турбины и комплектующие[19].
  - Vestas Manufacturing (Орхус) — ветряные турбины[20].
- Danfoss (Норборг) — центробежные и поршневые компрессоры, насосы высокого давления, теплообменники, автоматические клапаны и частотно-регулируемые приводы для отопительного и холодильного оборудования, кондиционеров и автомобильных двигателей[21].
  - Danfoss Power Solutions (Норборг) — гидравлические и пневматические цилиндры, гидравлические насосы, клапаны, шланги и фитинги, электрические двигатели и преобразователи, гидравлические силовые агрегаты, сцепления и тормоза, системы электронного управления, включая дисплеи, контроллеры, датчики, шлюзы телематики, джойстики, педали и пульты дистанционного управления[22].
- Grundfos (Бьеррингбро) — насосное оборудование (центробежные, циркуляционные, погружные и подкачивающие насосы), электродвигатели для насосов[23].
- FLSmidth (Копенгаген) — цементное и горнодобывающее оборудование, включая линии для дробления, обезвоживания и транспортировки[24].
- MAN Energy Solutions[англ.] (Копенгаген) — дизельные и газовые двигатели для контейнеровозов, балкеров, нефтяных и газовых танкеров[25].
  - MAN Energy Solutions (Фредериксхавн) — комплектующие для судовых двигателей, в том числе гребные винты[26].
- Danfotech[англ.] (Ольборг) — пищевое оборудование, включая прессы, транспортёры и линии размораживания для мясокомбинатов[27].
- Aalberts HFC[англ.] (Скоулунне) — системы управления водой, отоплением и электроэнергией.
- Nordex Energy[англ.] (Стенструп) — ветряные турбины и комплектующие.
- AVK Holding (Гальтен) — гидравлическое и газовое оборудование, включая клапаны, задвижки и пожарные гидранты[28].
- Nilfisk[англ.] (Копенгаген) — уборочная техника, оборудование для мойки под высоким давлением, бытовые и профессиональные пылесосы[29].
- Linak[дат.] (Норборг) — электроприводы и системы управления, включая линейные приводы и подъёмные колонны[30].
- Viking Life-Saving Equipment[дат.] (Эсбьерг) — морское спасательное оборудование, включая плоты, лодки, шлюпки и жилеты, а также эвакуационные системы, спасательные и защитные костюмы, медицинское и пожарное оборудование, наборы экстренной помощи[31].
- KK Wind Solutions[дат.] (Икаст) — силовая электроника, системы управления и охлаждения для ветряной энергетики[32].
- LM Wind Power[англ.] (Коллинг) — лопасти ветряных турбин и молниеотводы[33].
- Maersk Container Industry (Тинглев) — морские контейнеры-рефрижераторы, холодильное и вентиляционное оборудование[34].
- Schouw & Co. / HydraSpecma (Скьерн) — гидравлическое оборудование, включая компрессоры, шланги, фильтры, фитинги и ниппели[11][35].
- Kamstrup[дат.] (Сканнерборг) — измерительные приборы для учёта расхода воды, тепла и электроэнергии, регуляторы давления газа[36].
- Terma Aerostructures[англ.] (Грено) — авиационные комплектующие, включая композитные детали фюзеляжа и хвостового оперения, пушечные контейнеры[37].
- Micro Matic (Оденсе) — оборудование для разлива пива, включая краны, фитинги, муфты и клапаны для кег[38].
- Alfa Laval Kolding (Коллинг) — пищевое и химическое оборудование, включая конденсаторы, дезодораторы, системы очистки воды, насосы, реакторы, теплообменники и оборудование для резервуаров[39].
- Johnson Controls Denmark (Орхус) — холодильное и отопительное оборудование, включая тепловые насосы, компрессоры и системы управления[40].
- Beumer Group[англ.] / Crisplant (Орхус) — логистическое оборудование, включая сортировочные и транспортные линии для багажа[41].
- GEA Process Engineering[англ.] (Сёборг) — пищевое и химическое оборудование[42].
- Alfa Laval Aalborg (Ольборг) — промышленное и транспортное оборудование, включая судовые котлы, газовые горелки и теплообменники[43].
- Karstensens Skibsværft (Скаген) — рыболовные траулеры и яхты[44].
- FOSS Analytical[дат.] (Хиллерёд) — приборы для проведения анализов в сельском хозяйстве, пищевой и химической промышленности[45].
- Tetra Pak Processing Systems (Орхус) — пищевое и холодильное оборудование[46].
- Alfa Laval Copenhagen (Сёборг) — нагревательное и охлаждающее оборудование для пищевой промышленности, энергетики и коммунального сектора[47].
- Dan Dryer (Раннерс) — сушилки для рук, дозаторы мыла, настенные фены и системы отопления вагонов.
- Schouw & Co. / Borg Automotive (Силькеборг) — автомобильные комплектующие[11].
- Promovec[дат.] (Орхус) — электровелосипеды.

## Химико-фармацевтическая промышленность

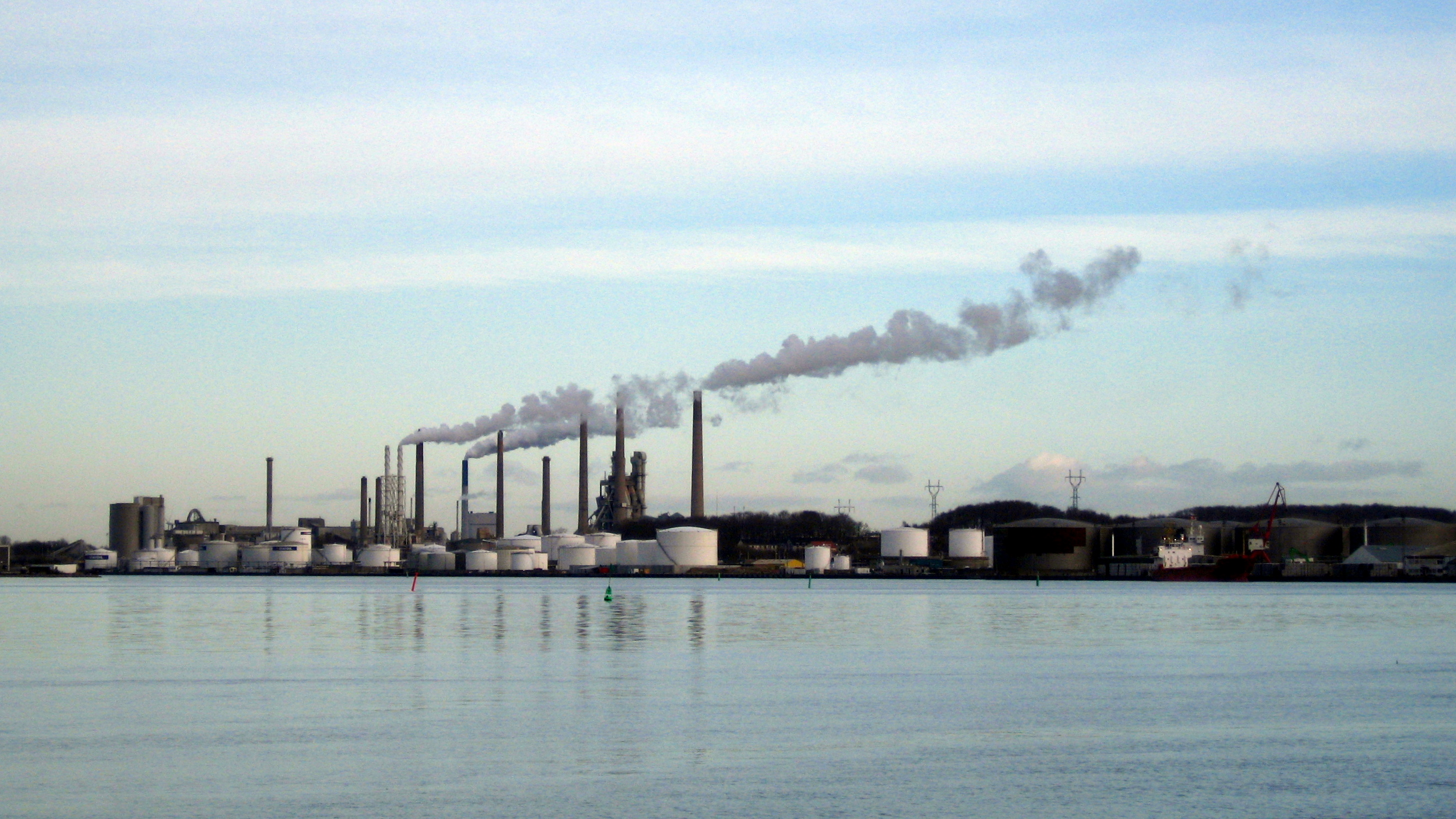
Промышленная зона Ольборга

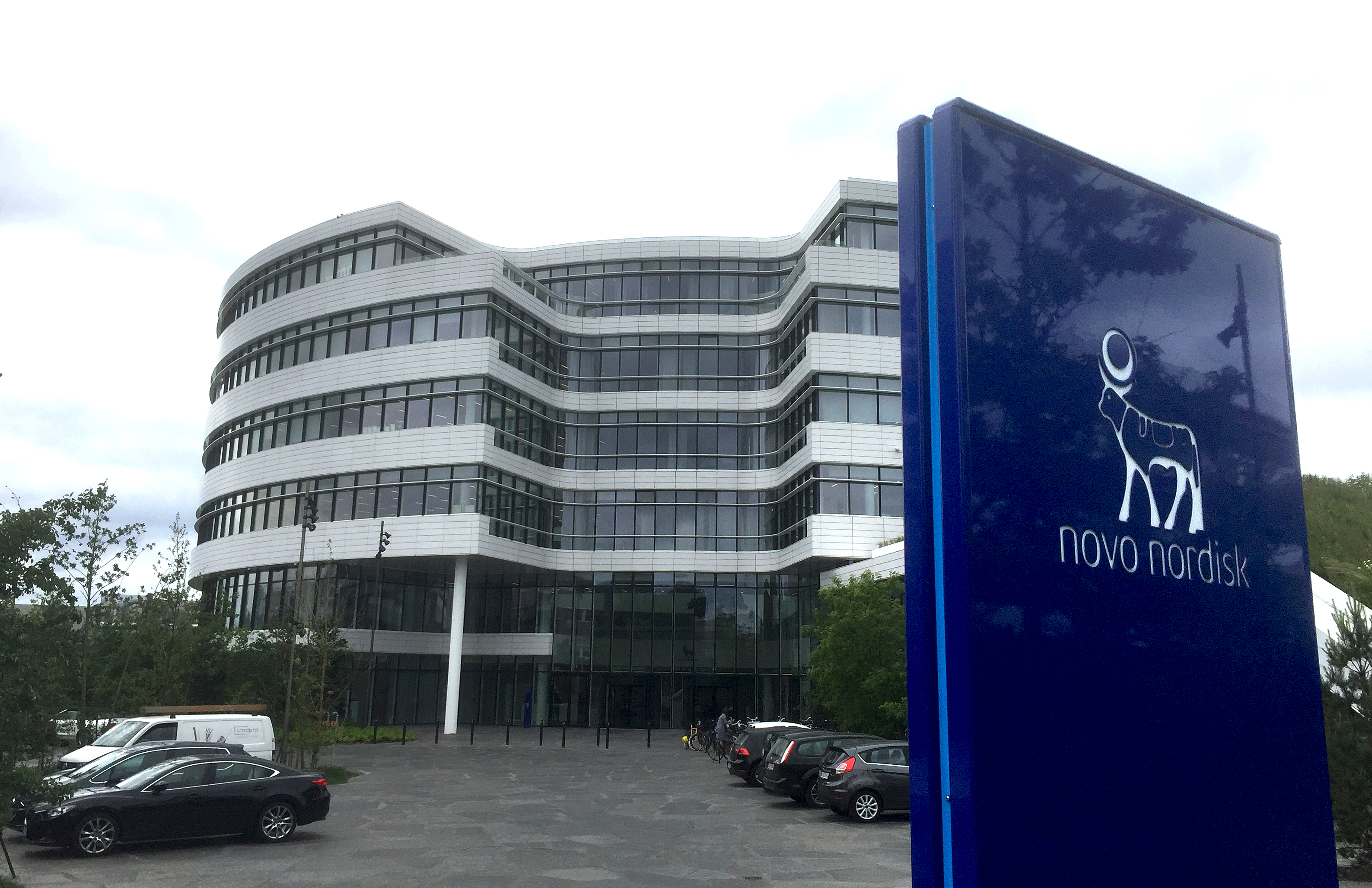
Штаб-квартира Novo Nordisk в Багсвере

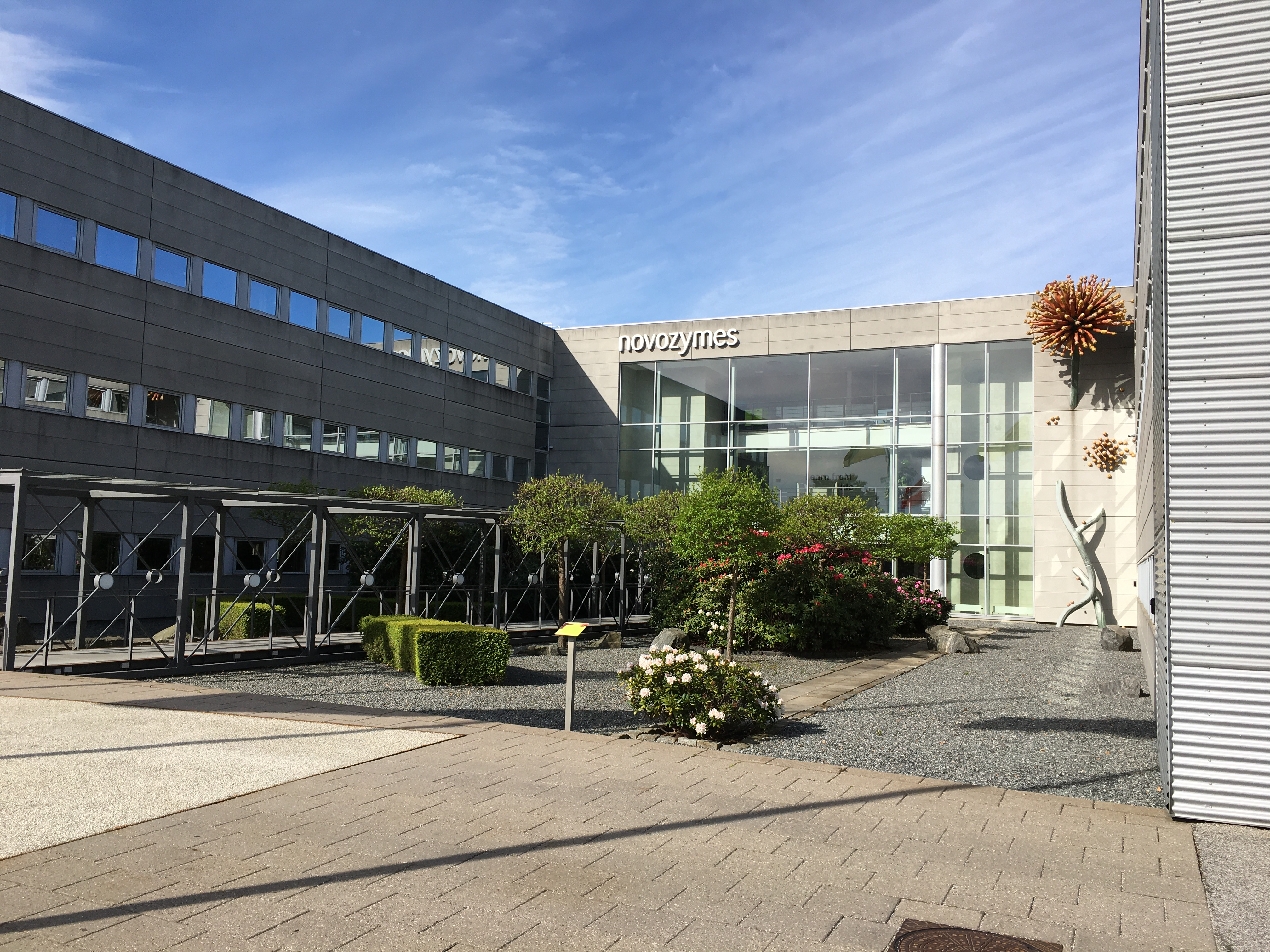
Штаб-квартира Novozymes в Багсвере

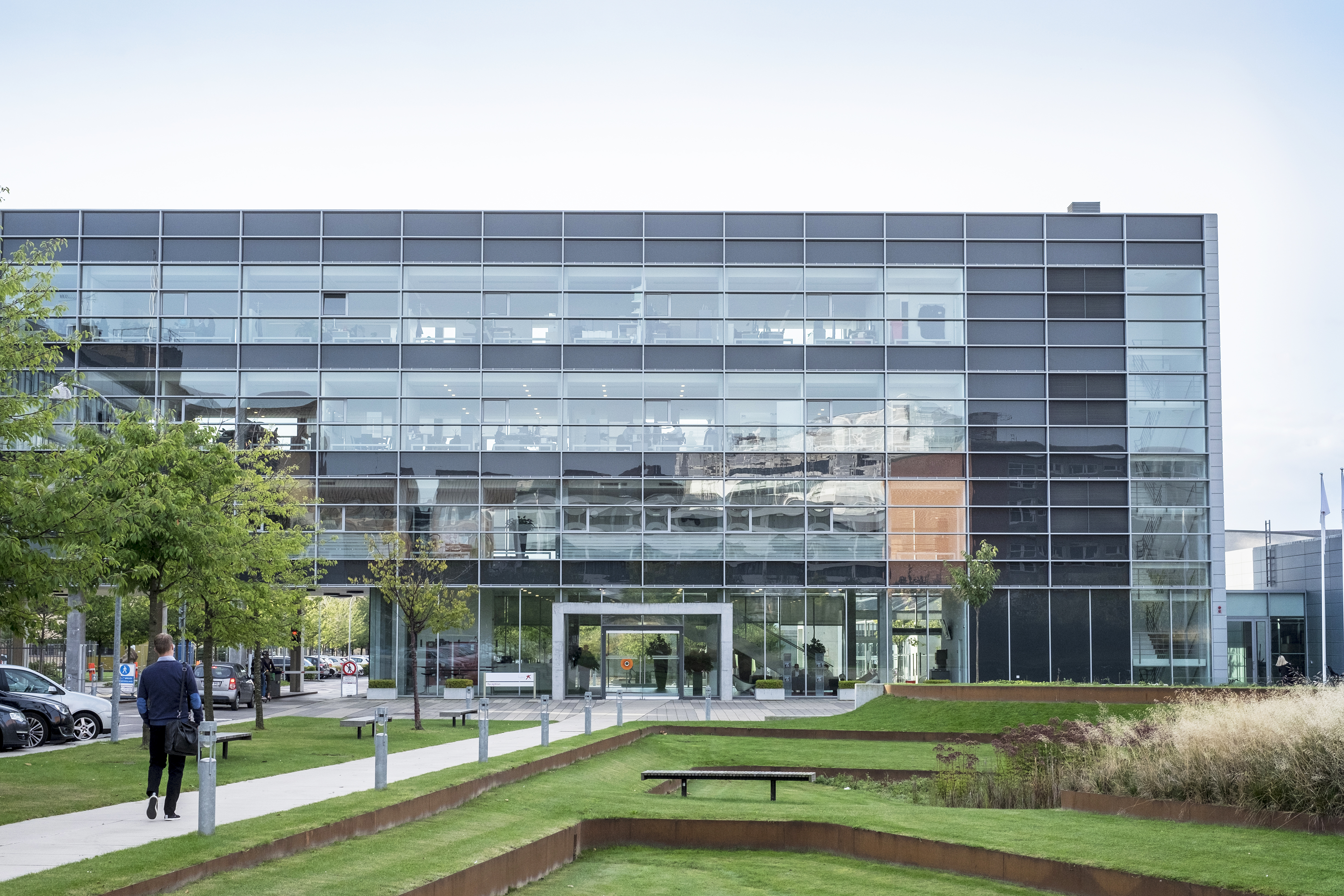
Штаб-квартира H. Lundbeck в Копенгагене

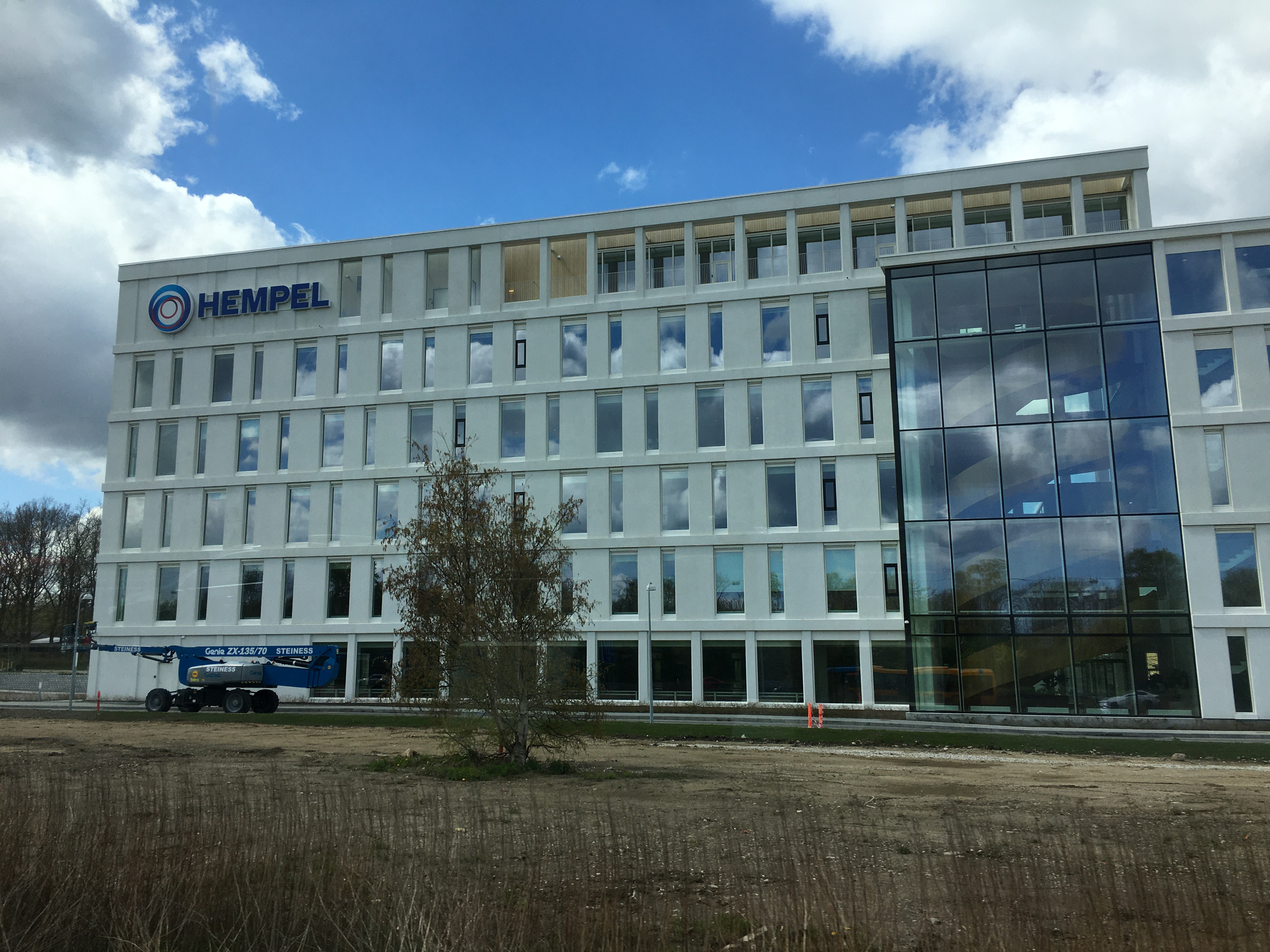
Штаб-квартира Hempel в Люнгбю-Торбеке

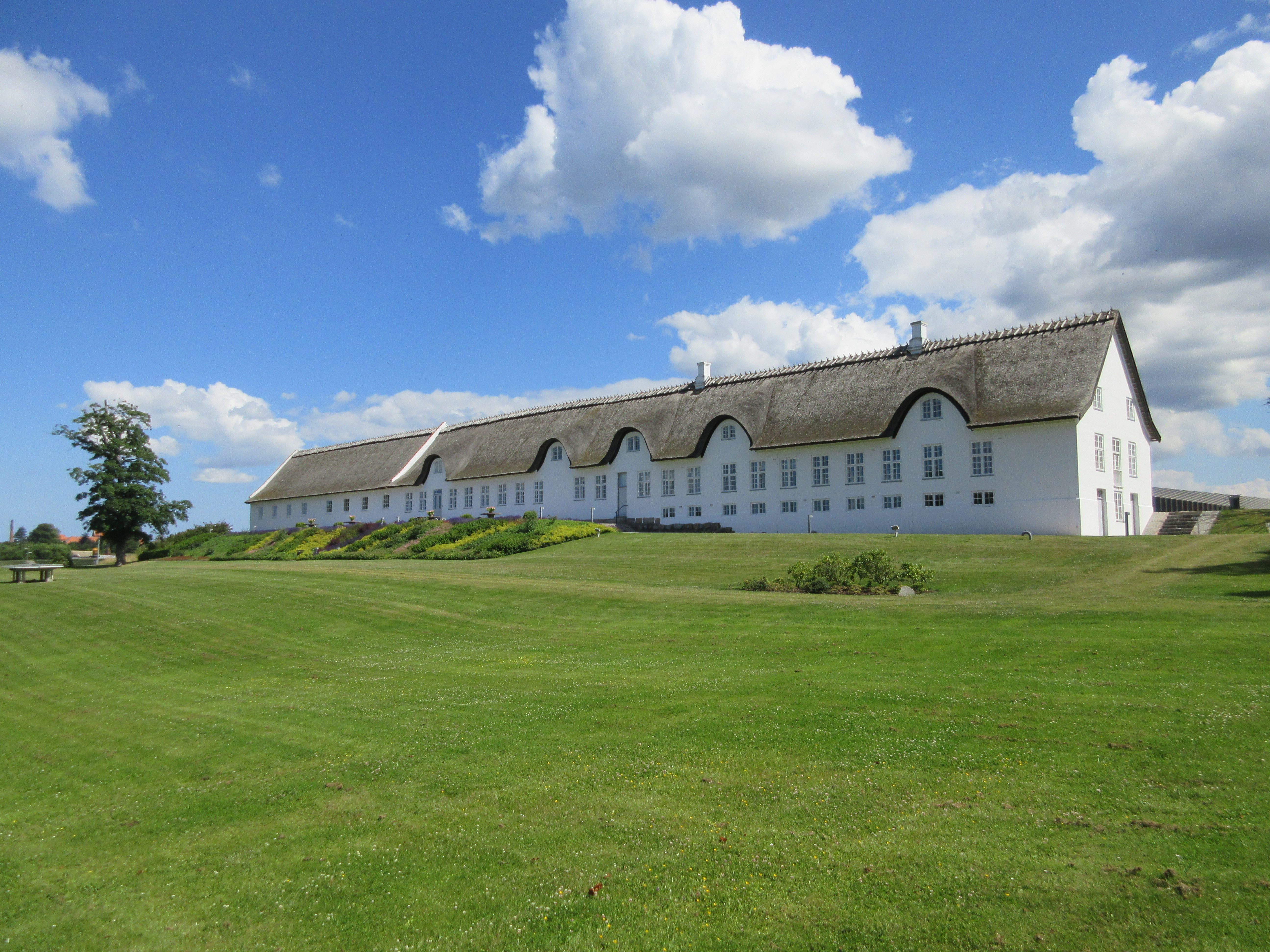
Кампус Novo Nordisk в Хиллерёде

Дания является одним из главных центров фармацевтической и биотехнологической промышленности Европы; в стране производят упакованные лекарства и вакцины, антитела, ферменты, ветеринарные препараты и биодобавки, светлые нефтепродукты, пластмассы и пластмассовые изделия, пластиковую упаковку, антикоррозийные покрытия, лакокрасочные изделия, химические удобрения и пестициды.

### Фармацевтика и биотехнологии
Крупнейшими компаниями отрасли являются:
- Novo Nordisk (Багсвер) — фармацевтические препараты для лечения диабета, ожирения и гемофилии[2].
  - Novozymes (Багсвер) — ферменты, бактерии и другие биофармацевтические ингредиенты[15].
  - Chr. Hansen[англ.] (Хёрсхольм) — ферменты, бактерии, пробиотики, олигосахариды грудного молока и натуральные красители[48].
- H. Lundbeck (Копенгаген) — антидепрессанты и антипсихотики, включая препараты для лечения болезней Альцгеймера, Паркинсона, Хантингтона, шизофрении, биполярного и тревожного расстройства, эпилепсии[49].
- Genmab (Копенгаген) — терапевтические антитела для лечения опухолей, склероза и глазных болезней[50].
- Bavarian Nordic[англ.] (Хеллеруп) — вакцины против холеры, бешенства, клещевого энцефалита и брюшного тифа[51].
- ALK-Abelló[англ.] (Хёрсхольм) — фармацевтические препараты для профилактики и лечения аллергии, аллергические тесты[52].
- FDB Denmark[англ.] (Хиллерёд) — биофармацевтические ингредиенты, включая клеточные культуры[53][54].
- Ascendis Pharma (Хеллеруп) — фармацевтические препараты для лечения дефицита гормона роста, эндокринологии, расстройств центральной нервной системы, инфекционных заболеваний и диабета[55].
- AGC Biologics[дат.] (Сёборг) — белковые антитела, ферменты и другие фармацевтические ингредиенты[56].
- Xellia Pharmaceuticals[англ.] (Копенгаген) — антибиотики[57].
- Pharmacosmos[англ.] (Хольбек) — фармацевтические препараты для лечения железодефицитной анемии[58].
- BASF / Pronova BioPharma (Калуннборг) — фармацевтические ингредиенты на основе рыбьего жира.

### Химическая продукция
- Hempel[англ.] (Люнгбю) — защитные грунтовки, смолы и краски для кораблей, яхт, морских платформ и контейнеров[59].
- SP Group[дат.] (Сённерсё) — пластиковые и композитные детали, покрытия для пластмасс и металлов[60].
- Faerch[дат.] (Хольстебро) — пластиковая упаковка для пищевой промышленности, включая контейнеры, лотки и тарелки[61].
- Topsoe[англ.] (Конгенс-Люнгбю) — катализаторы, электролизные ячейки и химические материалы для аккумуляторов[62].
- International N&H Denmark (Конгенс-Люнгбю) — ферменты, антиоксиданты, красители, эмульгаторы и ароматизаторы для пищевой и фармацевтической промышленности[63].
- Cheminova[англ.] (Харбоэре) — агрохимикаты, включая пестициды и почвенные добавки[64].
- Palsgaard (Юельсминне) — эмульгаторы и стабилизаторы для пищевых продуктов, полимерных добавок и средств личной гигиены.

### Нефтехимия и нефтепереработка
- Klesch Group / Kalundborg Refinery (Калуннборг) — переработка нефти[65].
- Crossbridge Energy / Fredericia Refinery (Фредерисия) — переработка нефти и сжиженного газа[66][67].
- Avista Oil Danmark (Калуннборг) — переработка смазочных материалов[68].

## Пищевая промышленность

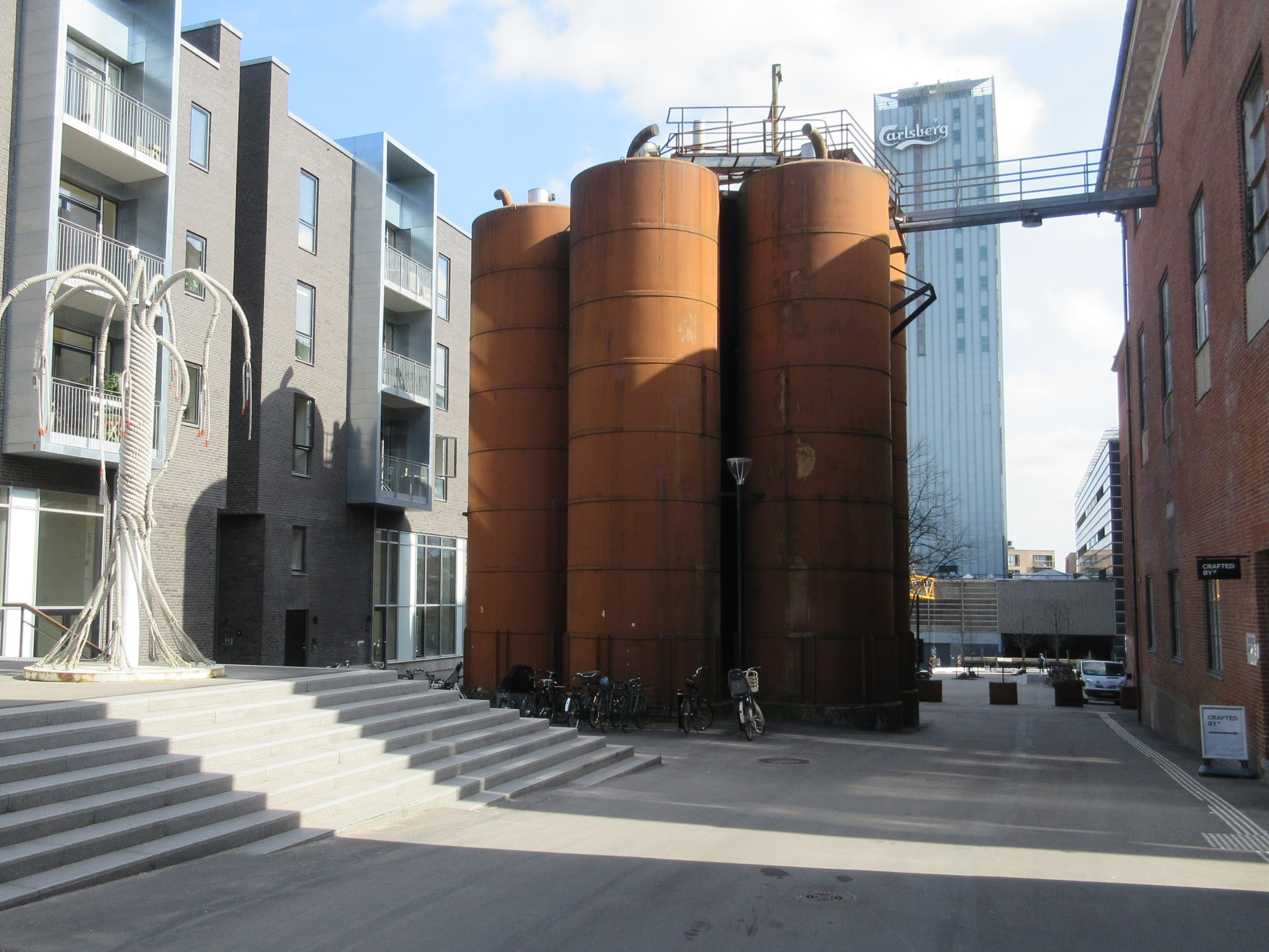
Пивоваренный завод Carlsberg в Копенгагене

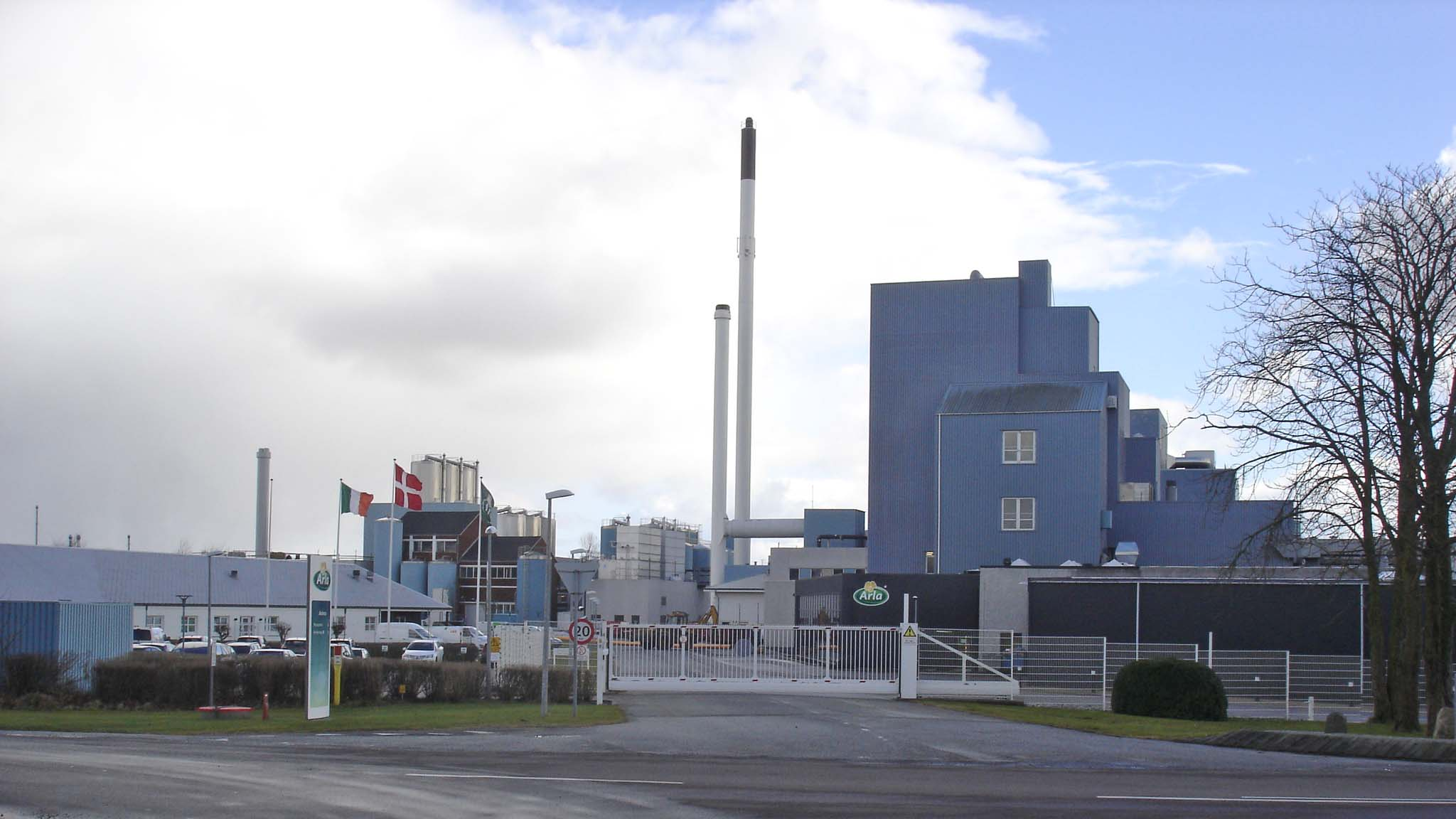
Фабрика Arla Foods в Рингкёбинг-Скьерн

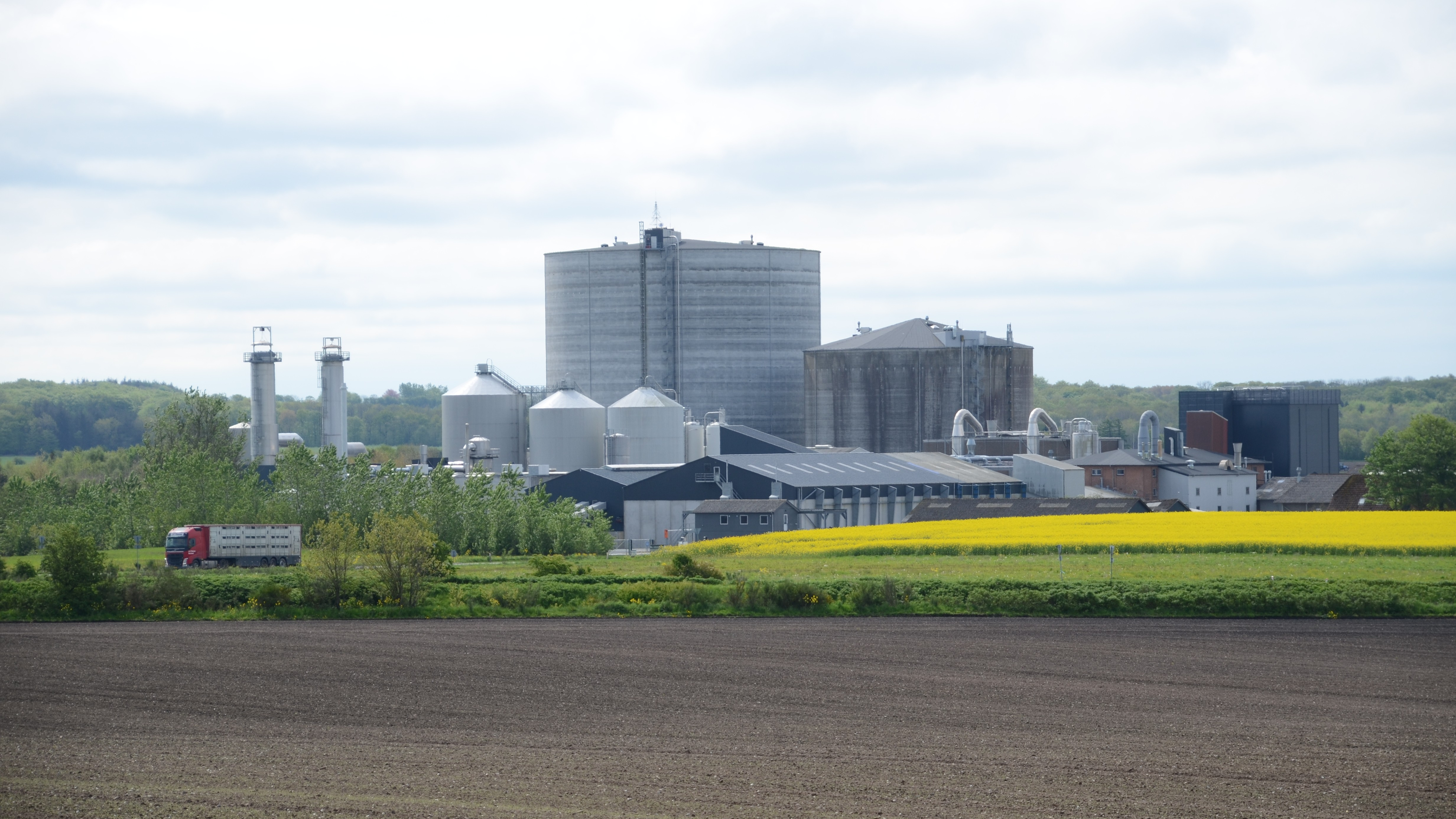
Завод картофельного крахмала AKD в Тённере

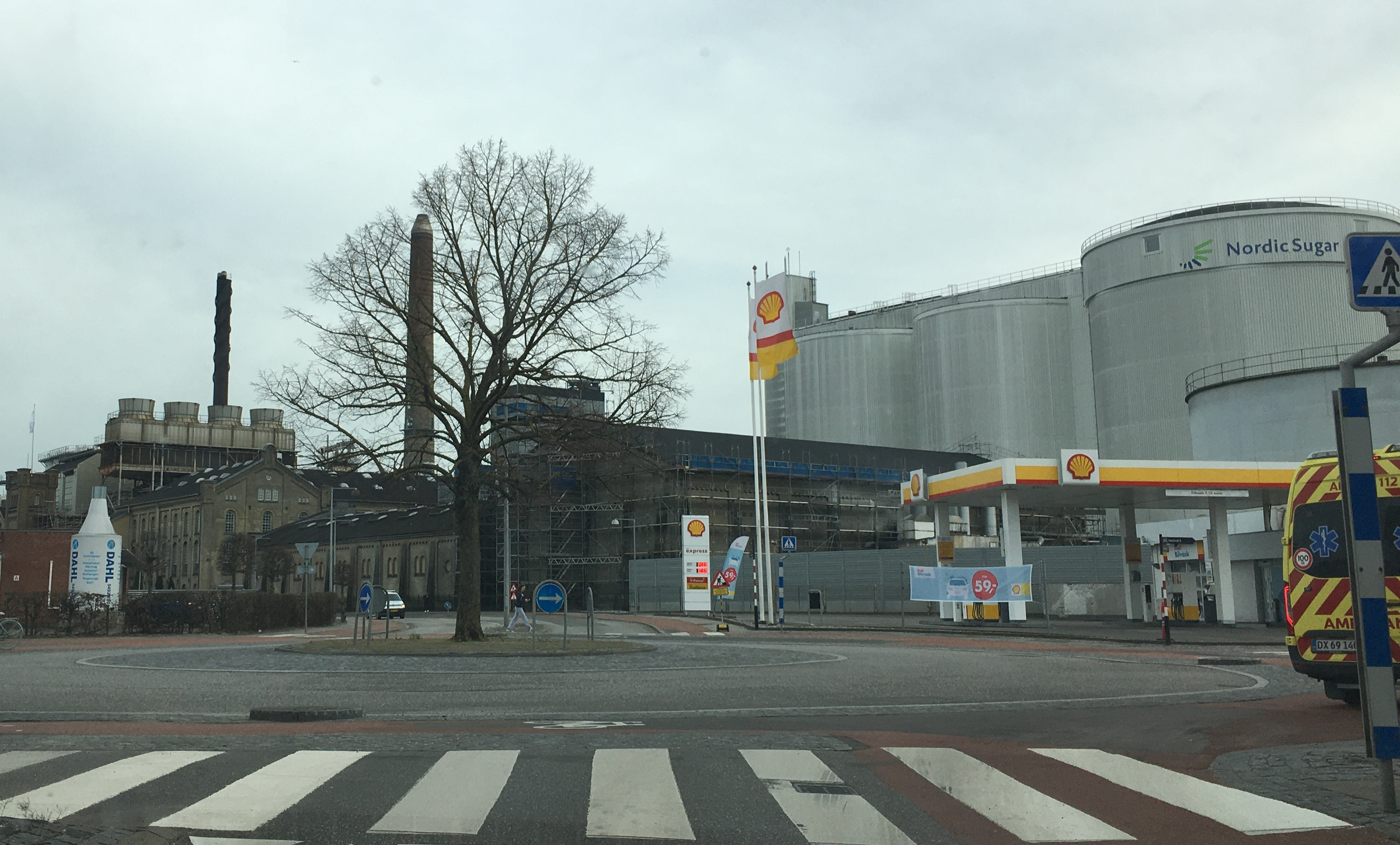
Сахарный завод Nordic Sugar в Накскове

Важное значение в агропромышленном секторе Дании играет переработка рыбы, свинины, говядины, курятины, утятины, крольчатины, молока, пшеницы, ячменя, овса, картофеля, сахарной свёклы и рапса. Пищевые предприятия Дании производят пиво, солод, комбикорма, муку, сыры, йогурты, рыбные консервы, колбасы, сахар и растительное масло. Важным побочным продуктом АПК является биогаз.
Крупнейшими компаниями отрасли являются:
- Arla Foods (Орхус) — сливочное масло, сыры, йогурт и сухое молоко[69].
  - Arla Foods Ingredients Group (Орхус) — пищевые ингредиенты для детского, спортивного и здорового питания.
- Carlsberg (Копенгаген) — пиво и прохладительные напитки[5].
- DLG Group (Фредерисия) — зерно, комбикорма, добавки и витамины для скота и птицы, рапсовое масло и овощи[70].
  - Vilofoss[англ.] / Vitfoss (Мёрке) — витаминные и минеральные премиксы для комбикормов.
- Danish Crown (Раннерс) — охлаждённая свинина и говядина, колбасы и бекон[71].
- Royal Unibrew (Факсе) — пиво, сидр и прохладительные напитки[72].
- Tican Fresh Meat[дат.] (Тистед) — охлаждённая свинина[73].
- Bakkafrost[англ.] (Эстурой) — лосось и рыбная мука[74].
- Schouw & Co. / BioMar (Орхус) — корма для промышленного рыбоводства[11].
- Royal Greenland[англ.] (Нуук) — замороженная, копчёная, вяленая и маринованная рыба, рыбные полуфабрикаты и консервы, икра, крабы и креветки[75].
  - Royal Greenland Seafood (Свенструп) — рыбные продукты, включая рыбные и крабовые котлеты, рагу и супы[76].
- Polar Seafood Denmark[дат.] (Водсков) — замороженная и копчёная рыба, крабы, креветки и мидии[77].
- FF Skagen[дат.] (Скаген) — сельдь, рыбная мука и рыбий жир[78].
- Vestjyllands Andel[дат.] (Рингкёбинг) — зерно, мука, комбикорма, свинина и говядина[79].
- KMC[дат.] (Бранне) — картофельные хлопья, гранулы и крахмал[80].
- Nordic Sugar[дат.] (Копенгаген) — сахар и сахарная пудра[81].
- Uhrenholt[дат.] (Миддельфарт) — молочные и мясные продукты, растительное масло, замороженные ягоды и овощи[82].
- Brødr. Ewers (Сённерборг) — комбикорма[83].
- Danpo[дат.] (Гиве) — курятина[84].
- Hornsyld Købmandsgaard[дат.] (Хорнсилд) — комбикорма и соевые продукты[85].
- CP Kelco[дат.] (Лилле Скенсвед) — пищевые добавки и ингредиенты, включая пектин, каррагинан и ксантановую камедь[86].
- Vega Salmon[дат.] (Хадерслев) — замороженная и копчёная рыба, включая лосось и форель[87].
- Kaffehuset i Karlstad (Виборг) — кофе и кофейные напитки[88].
- AAK Denmark[англ.] (Орхус) — растительное масло и жиры[89].
- BHJ (Гростен) — мясное сырьё, животные белки и другие ингредиенты для пищевой промышленности и комбикормов[90].
- Co-Ro[англ.] (Фредерикссунн) — фруктовые соки и напитки, леденцы и мороженое[91].
- Harboes Bryggeri[дат.] (Скельскёр) — пиво, прохладительные и энергетические напитки, соки[92].
- Dan Cake[дат.] (Гиве) — кондитерские изделия, включая пирожные, кексы и рулеты[93].
- TripleNine[дат.] (Эсбьерг) — рыбная мука и рыбий жир[94].
- Toms Gruppen[дат.] (Баллеруп) — кондитерские изделия, включая шоколадные и жевательные конфеты, леденцы и ириски[95].
  - Anthon Berg (Баллеруп) — шоколадные конфеты.
  - Galle & Jessen[дат.] (Баллеруп) — шоколадные и лакричные конфеты, леденцы.
- Thise Mejeri[дат.] (Рослев) — молочные продукты, включая питьевое молоко, сливочное масло и сыр[96].
- Andels-Kartoffelmelsfabrikken Danmark[дат.] (Бранне) — картофельный крахмал[97].

## Производство медицинского оборудования

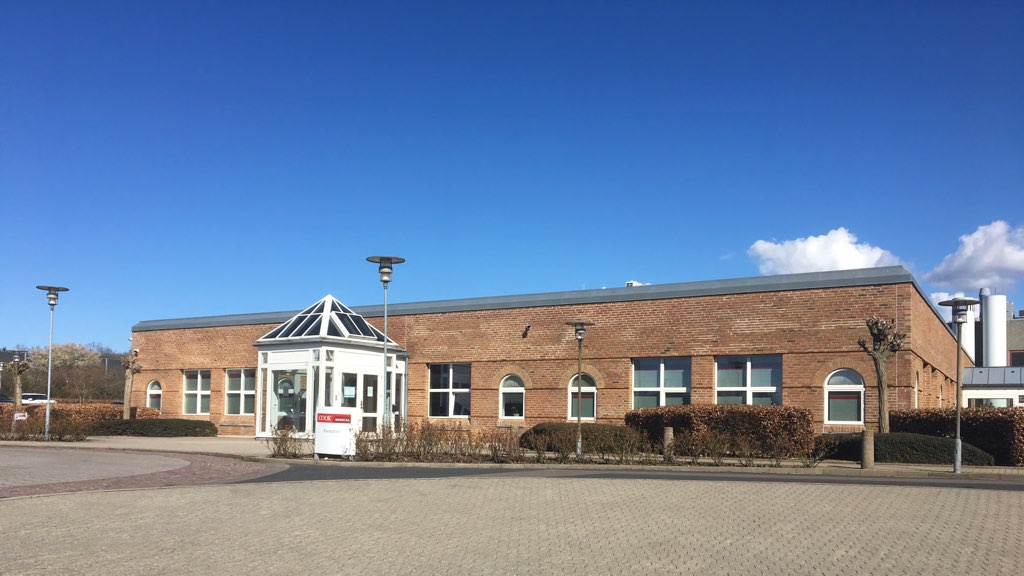
Предприятие William Cook в Бьёверскове

Дания лидирует на мировом рынке слуховых аппаратов и урологического оборудования. Также в стране разрабатывают и производят различное диагностическое и хирургическое оборудование, инфузионные устройства, катетеры, медицинские повязки и дыхательные маски.
Крупнейшими компаниями отрасли являются:
- Coloplast (Хумлебек) — хирургическое оборудование для стомы и урологии, включая изделия для лечения хронических ран и недержания мочи (в том числе кало- и мочеприёмники, хирургические инструменты и трубки, голосовые протезы, повязки, мази и спреи для кожи)[16].
- Demant (Смёрум) — слуховые аппараты и импланты, аудиометрическое диагностическое оборудование[18].
  - Oticon[англ.] (Смёрум) — слуховые аппараты[99].
- WS Audiology[англ.] (Люнге) — слуховые аппараты[100].
- GN Store Nord (Баллеруп) — слуховые аппараты[101].
- Ambu[англ.] (Баллеруп) — реаниматоры, ларингеальные маски, мешки для искусственной вентиляции лёгких, одноразовые электроды для кардиологических и неврологических обследований, шейные воротники и манекены для обучения оказанию первой помощи[102].
- Radiometer Medical[англ.] (Копенгаген) — оборудование для забора и анализа крови, маркеры инфекций[103].
- Unomedical[англ.] (Лайре) — катетеры, дренажные мешки, электроды для электрокардиографии, средства по уходу за ранами и инфузионные устройства[104].
- Ferrosan Medical Devices (Сёборг) — медицинские устройства для проведения гемостаза и биопсии[105].
- William Cook Europe[англ.] (Бьёверсков) — мочеиспускательные системы, офтальмологические и ветеринарные инструменты, аппараты для радиологии, сосудистой хирургии, урологии и кардиологии[106].

## Электронная и электротехническая промышленность

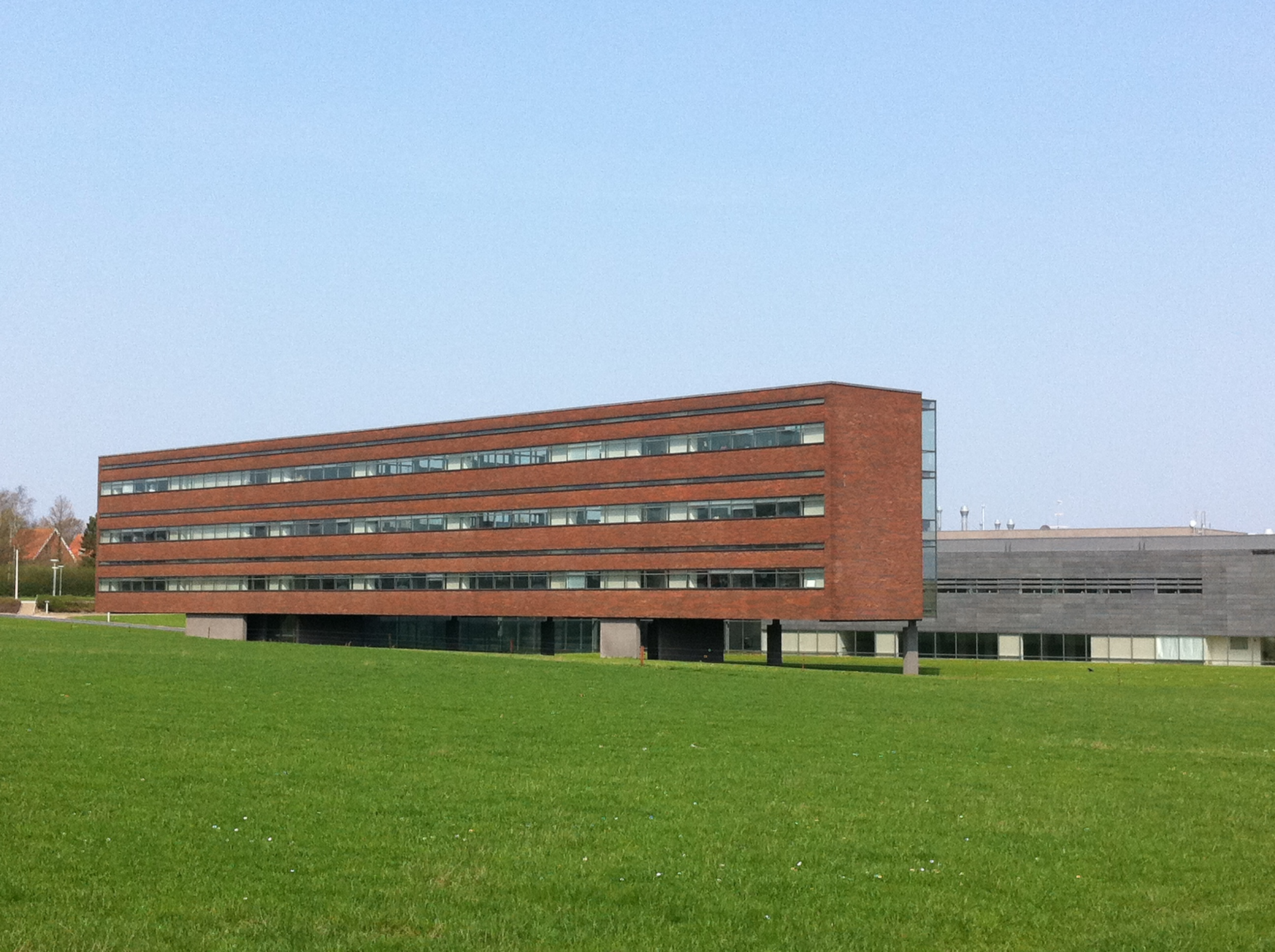
Штаб-квартира Bang & Olufsen в Струэре

Дания производит широкий спектр электроники и электротехники, включая силовые кабели, электропровода, микросхемы, системы электронного управления (приводы, датчики и контроллеры), акустические приборы (колонки, наушники, гарнитуры), телевизоры и усилители. 
Крупнейшими компаниями отрасли являются:
- NKT (Брённбю) — силовые кабели[107].
- GN Store Nord (Баллеруп) — аудио гарнитуры для игровых приставок, мобильных и проводных телефонов, беспроводные наушники, игровая периферия (клавиатуры, мыши, контроллеры)[101].
  - SteelSeries (Фредериксберг) — игровая периферия и аксессуары, включая гарнитуры, клавиатуры, мыши и контроллеры.
- Bang & Olufsen (Струэр) — акустические колонки, наушники, телевизоры, усилители, музыкальные проигрыватели и зарядные устройства[108].
- Danfoss (Норборг) — промышленная электроника.
  - Danfoss Power Electronics (Гростен) — промышленные преобразователи и приводы[109].
  - Danfoss Power Solutions (Норборг) — системы электронного управления.
  - Danfoss Silicon Power (Норборг) — силовые модули IGBT и SiC для электромобилей и энергетического оборудования.
- Terma[англ.] (Люструп) — радары для системы управления и контроля военных кораблей, радары для береговой охраны и защиты портовой инфраструктуры, бортовая электроника для истребителей и вертолётов, электронные измерительные приборы для ракет и спутников, системы стабилизации напряжения, солнечные панели для космических аппаратов, системы ориентации для спутников[37].
- Schneider Electric Danmark (Баллеруп) — электротехническое оборудование, системы промышленной автоматизации и пожарной сигнализации[110].
- Vestfrost (Эсбьерг) — холодильники, морозильные камеры, винные шкафы и духовки.

## Текстильная и швейная промышленность

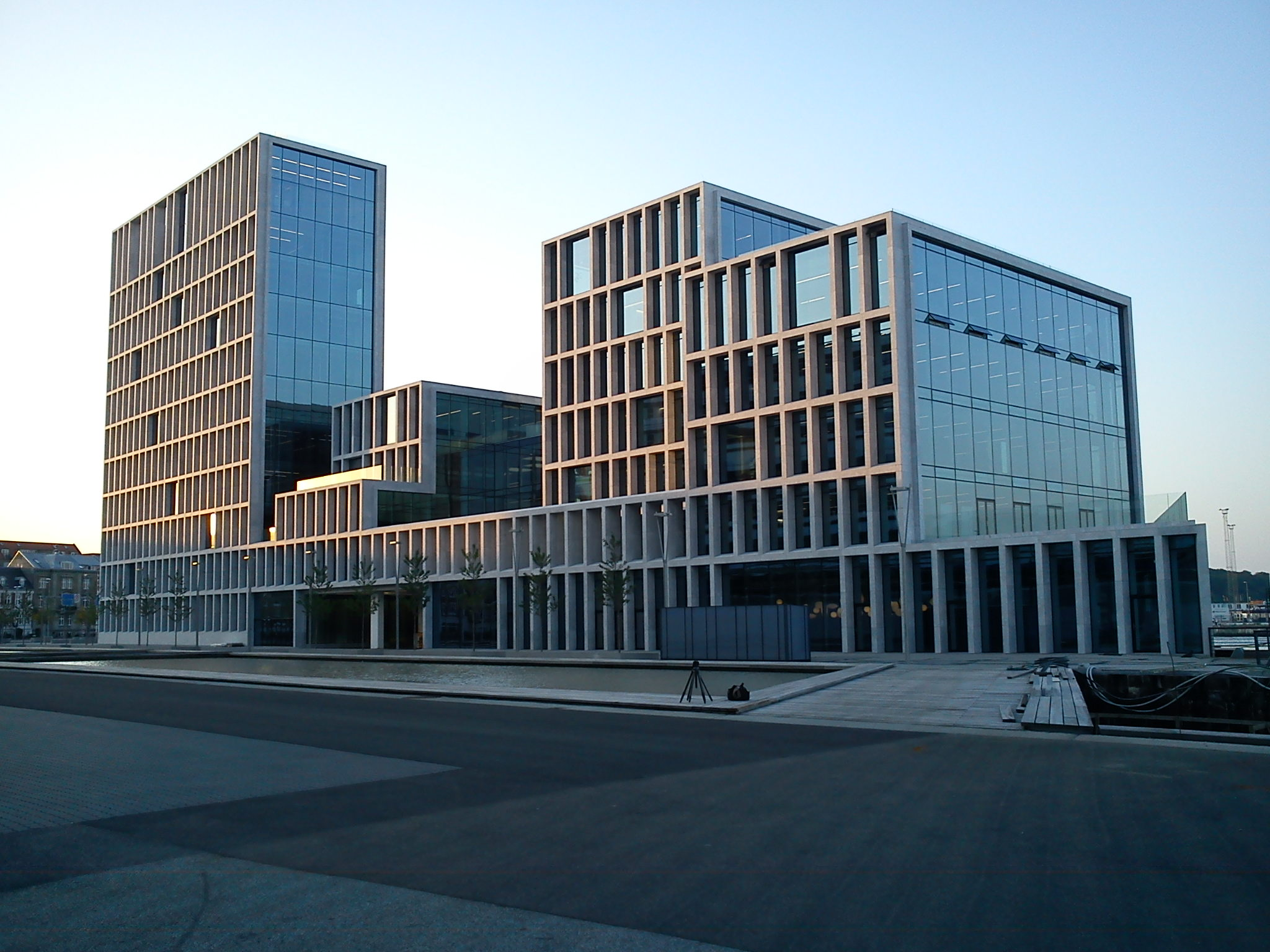
Офисный комплекс Bestseller в Орхусе

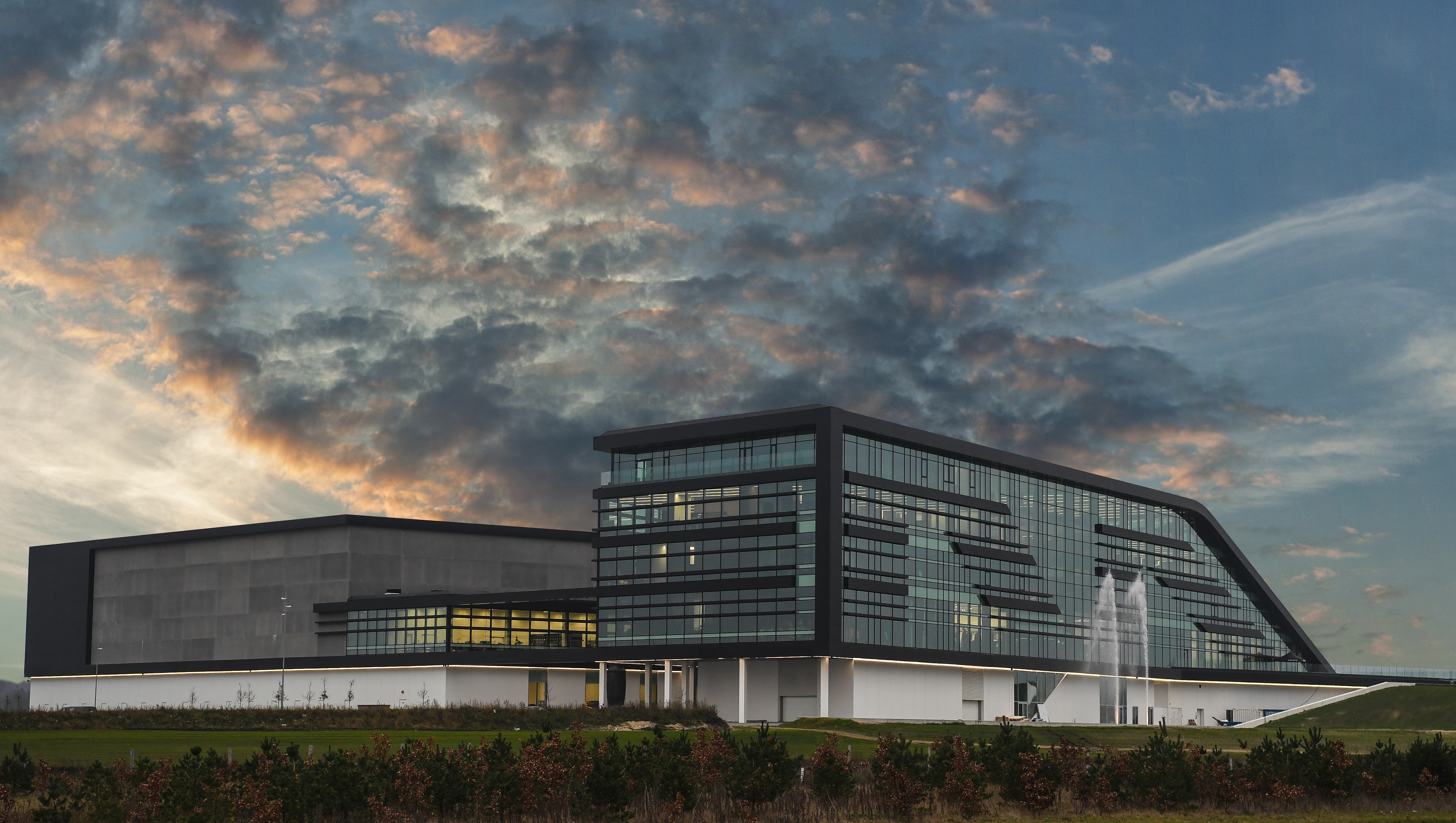
Штаб-квартира Mascot в Энгесванге

Большинство датских компаний по производству и окраске тканей, пошиву одежды, обуви и аксессуаров перенесли свои производственные мощности в Китай, Вьетнам, Индию, Бангладеш и Турцию, оставив в стране лишь дизайнерские центры и закройные цеха. Однако, в Дании сохранилось производство готовой одежды и обуви, нетканых материалов для средств гигиены и мебели.
Крупнейшими компаниями отрасли являются:
- Bestseller (Бранне) — готовая одежда для мужчин, женщин и детей[111].
- ECCO Sko (Бредебро) — обувь и кожаные сумки[112].
- Schouw & Co. / Fibertex Nonwovens (Ольборг) — нетканые материалы для мебели, автомобилей, фильтров и строительства[11].
- The Cotton Group (Копенгаген) — готовая одежда, включая рабочую спецодежду и медицинскую одежду[113][114].
- Dan-Foam[дат.] (Оруп) — матрасы и подушки[115].
- Mascot International[англ.] (Энгесванг) — рабочая спецодежда и защитная обувь[116].
- Schouw & Co. / Fibertex Personal Care (Ольборг) — нетканые материалы для подгузников и памперсов[11].
- Hummel International (Орхус) — спортивная одежда и обувь[117].

## Производство стройматериалов

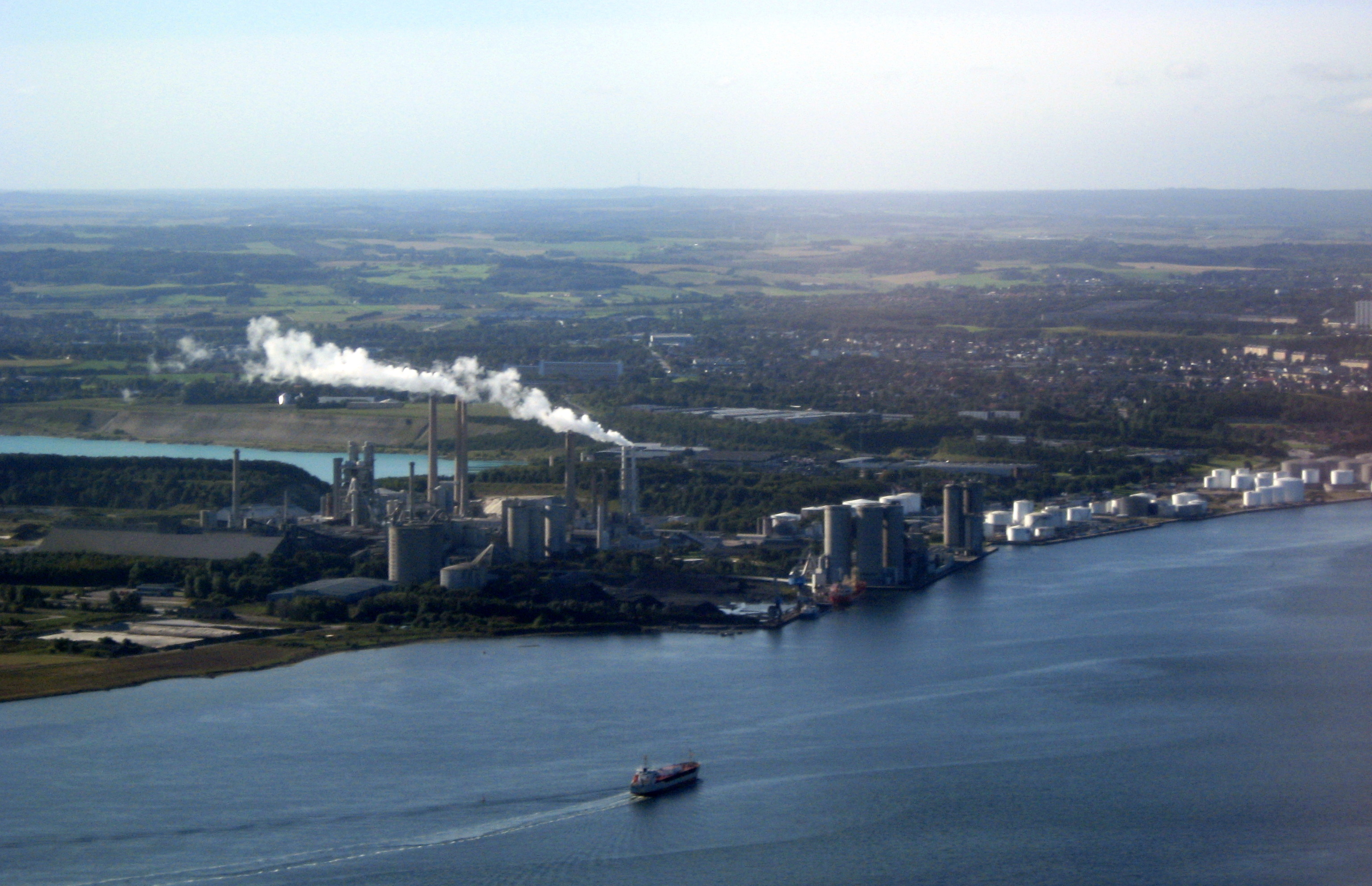
Цементный завод Aalborg Portland в Ольборге

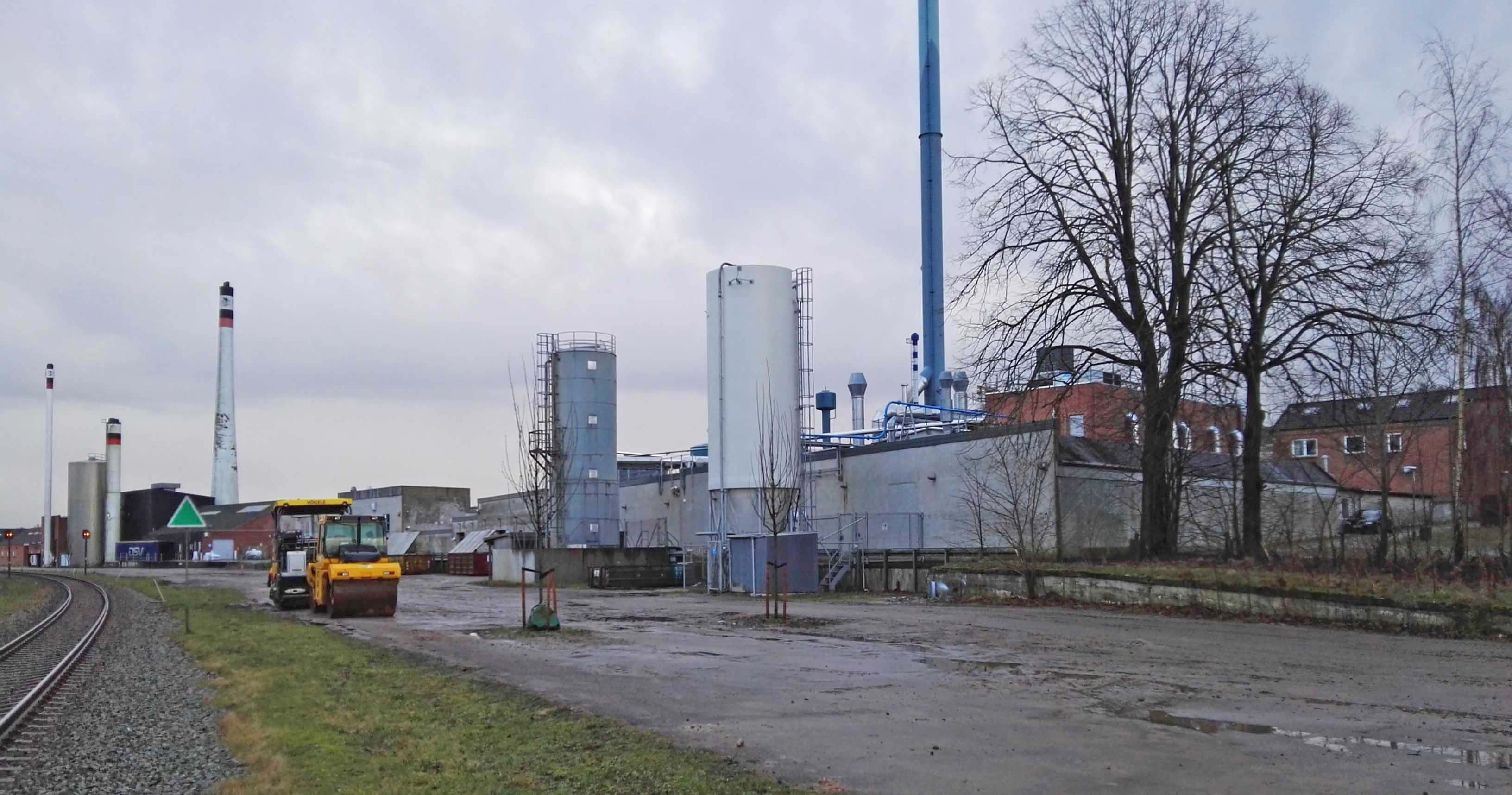
Завод кровельных материалов Icopal в Икасте

В Дании имеются значительные мощности по производству изоляционных и кровельных материалов, окон и дверей, цемента, бетона, железобетонных и газобетонных изделий, асфальта и битума, черепицы, кирпича, гипсокартонных листов.
Крупнейшими компаниями отрасли являются:
- Rockwool (Хедехусене) — тепло- и звукоизоляционные материалы из минеральной ваты, потолочные и вентиляционные системы[118].
- VKR Holding[дат.] (Хёрсхольм) — окна и двери[119].
  - Velux (Хёрсхольм) — мансардные окна, окна для балконов и террас, автоматические жалюзи[120].
  - Dovista[дат.] (Хорсенс) — окна и двери[121].
- H+H International (Копенгаген) — газобетонные блоки и панели[122].
- Aalborg Portland[англ.] (Ольборг) — цемент, бетон и заполнители[123].
- CRH Concrete[дат.] (Вибю Шелланн) — бетон и железобетонные изделия[124].
- NCC Industry (Триге) — асфальт[125].
- M.J. Grønbech & Sønner[дат.] / Pankas (Ведбек) — асфальт и бетонные изделия[126].
- Ikast Betonvarefabrik[дат.] (Икаст) — бетон, бетонные трубы, черепица и кирпичи[127].
- Colas Danmark[дат.] (Глоструп) — асфальт и битум[128].
- Icopal[англ.] (Икаст) — кровельные и гидроизоляционные материалы, включая мягкую черепицу и полимерные мембраны.
- Saint-Gobain Denmark (Калуннборг) — гипсокартонные листы.

## Металлургия и металлообработка
В Дании преобладает чёрная металлургия, включая производство стального проката и сложных антикоррозийных металлоконструкций.
- NLMK DanSteel (Фредериксверк) — металлопрокат, включая стальные листы[129].
- Lemvigh-Müller[англ.] (Херлев) — сталь и металлоконструкции.
- CS Wind Offshore[англ.] (Ольборг) — стальные конструкции для морской ветроэнергетики, нефтегазовых платформ и мостов[130].

## Деревообрабатывающая и бумажная промышленность
В Дании производят бумажную и картонную упаковку (коробки, лотки, одноразовую посуду), бумажные средства гигиены, домашнюю и уличную мебель (в том числе по заказу для торговых сетей JYSK и IKEA). 
- Hartmann Packaging[англ.] (Гентофте) — упаковка из бумажного волокна, включая яичные и фруктовые лотки, упаковку для бытовой электроники[131].
- Smurfit Westrock Danmark (Коллинг) — картонная упаковка[132].
- Nobia Denmark[англ.] (Эльгод) — кухонная мебель.
- Abena (Обенро) — взрослые и детские подгузники, гигиенические салфетки.
- Kvik[дат.] (Вильдбьерг) — кухонная и ванная мебель.

## Другие отрасли

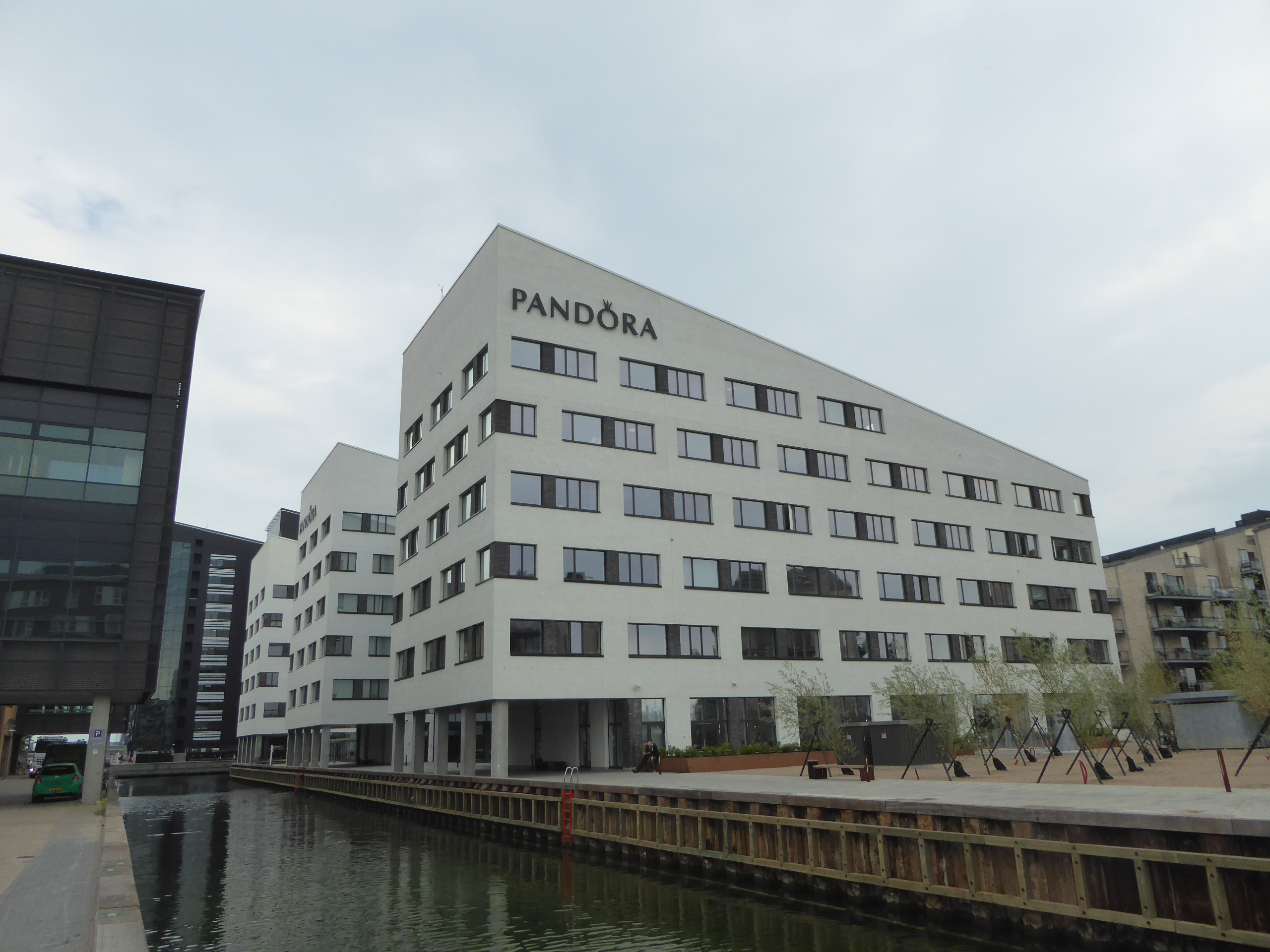
Штаб-квартира Pandora в Копенгагене

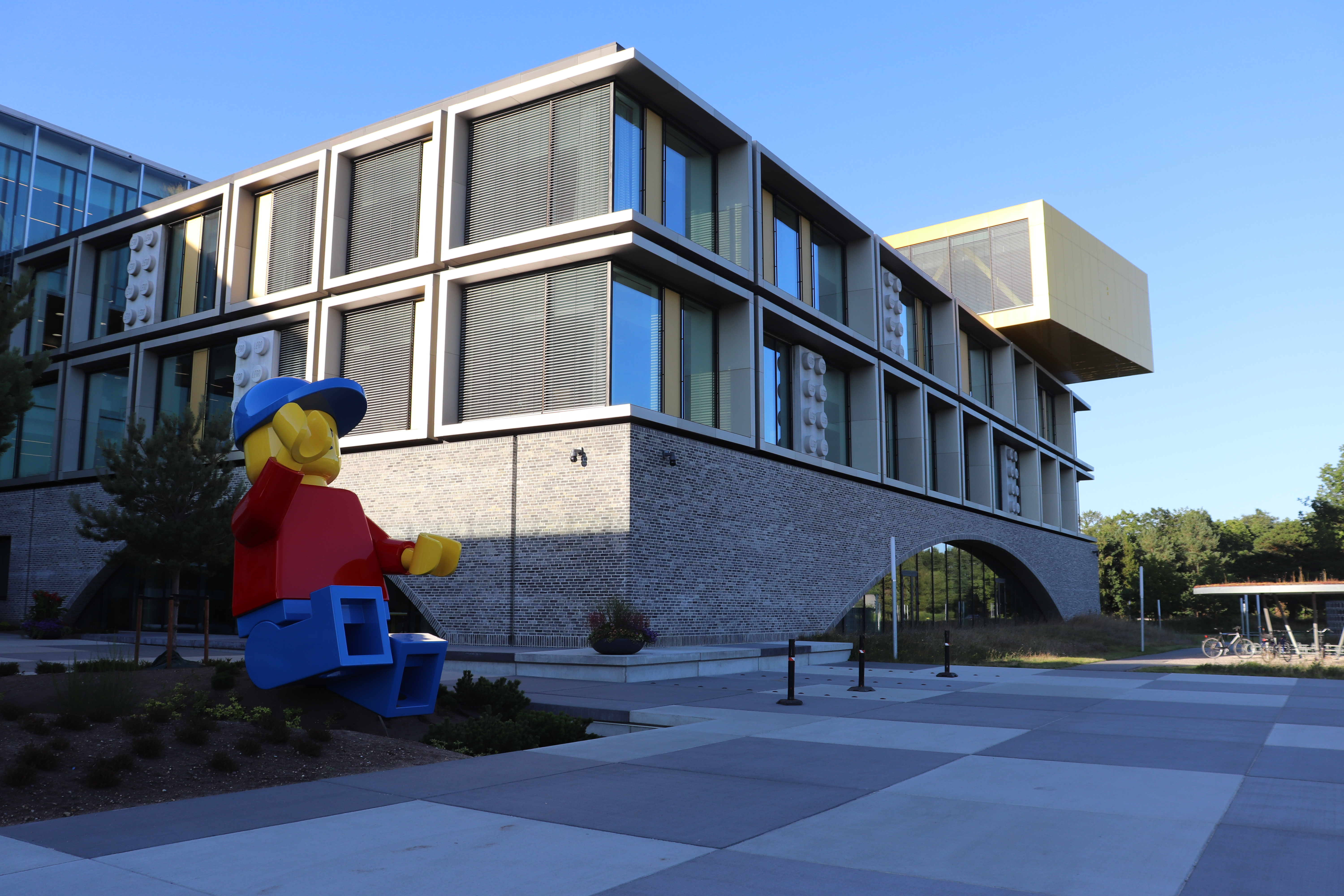
Штаб-квартира Lego Group в Биллунне

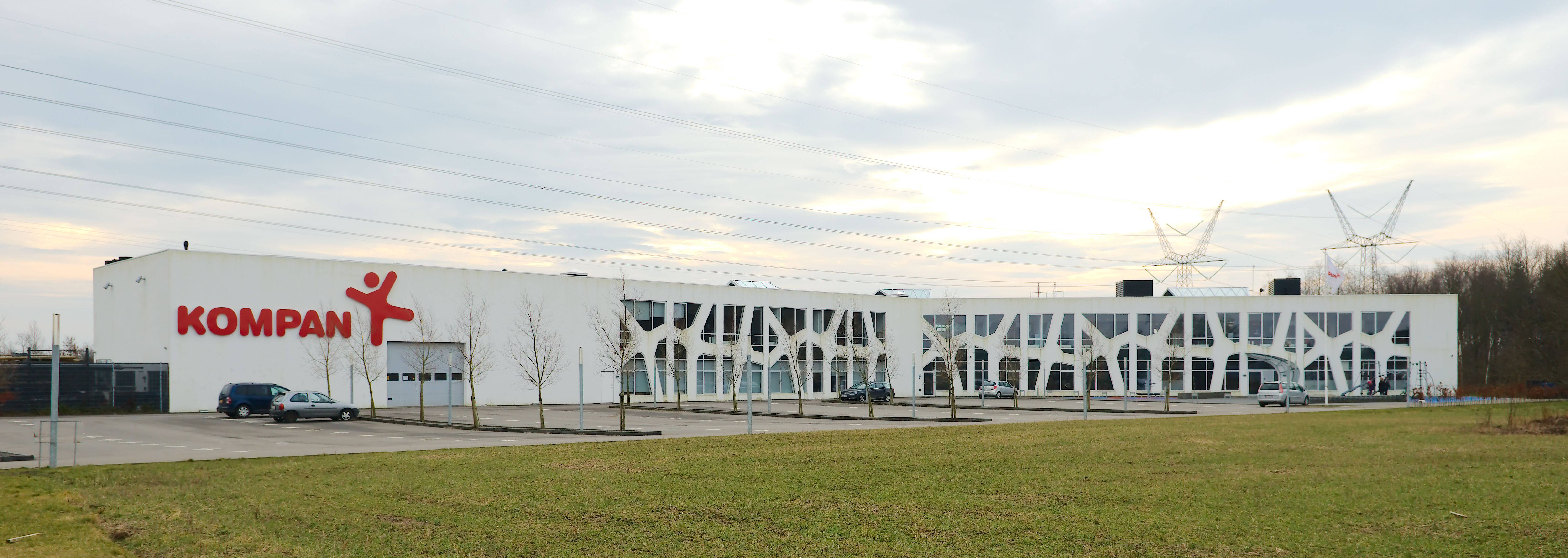
Штаб-квартира Kompan в Оденсе

Дания известна на весь мир своими игрушками марки Lego, ювелирными изделиями марки Pandora, сигарами и трубочным табаком марки Captain Black.

### Игрушки
- LEGO System (Биллунн) — игрушки, конструкторы и головоломки[133].

### Ювелирные изделия
- Pandora (Копенгаген) — ювелирные изделия, включая браслеты, кольца, серьги, ожерелья, цепочки и кулоны[13].
- Trollbeads (Копенгаген) — ювелирные изделия, включая браслеты, ожерелья, кольца и серьги[134].

### Табачные изделия
- Scandinavian Tobacco Group[англ.] (Гентофте) — сигары и трубочный табак[135].
  - Orlik Tobacco (Ассенс) — табак и сигаретная бумага.

### Издательское дело
- JFM[дат.] (Вайле) — полиграфия и издание газет.
- Gyldendal (Копенгаген) — полиграфия и издание книг[136].

### Спортивные товары
- Kompan[дат.] (Оденсе) — спортивные и детские игровые площадки, уличные тренажёры и парковая мебель[137].
- Select Sport (Глоструп) — футбольные и гандбольные мячи, вратарские перчатки[138].